# Démocratie

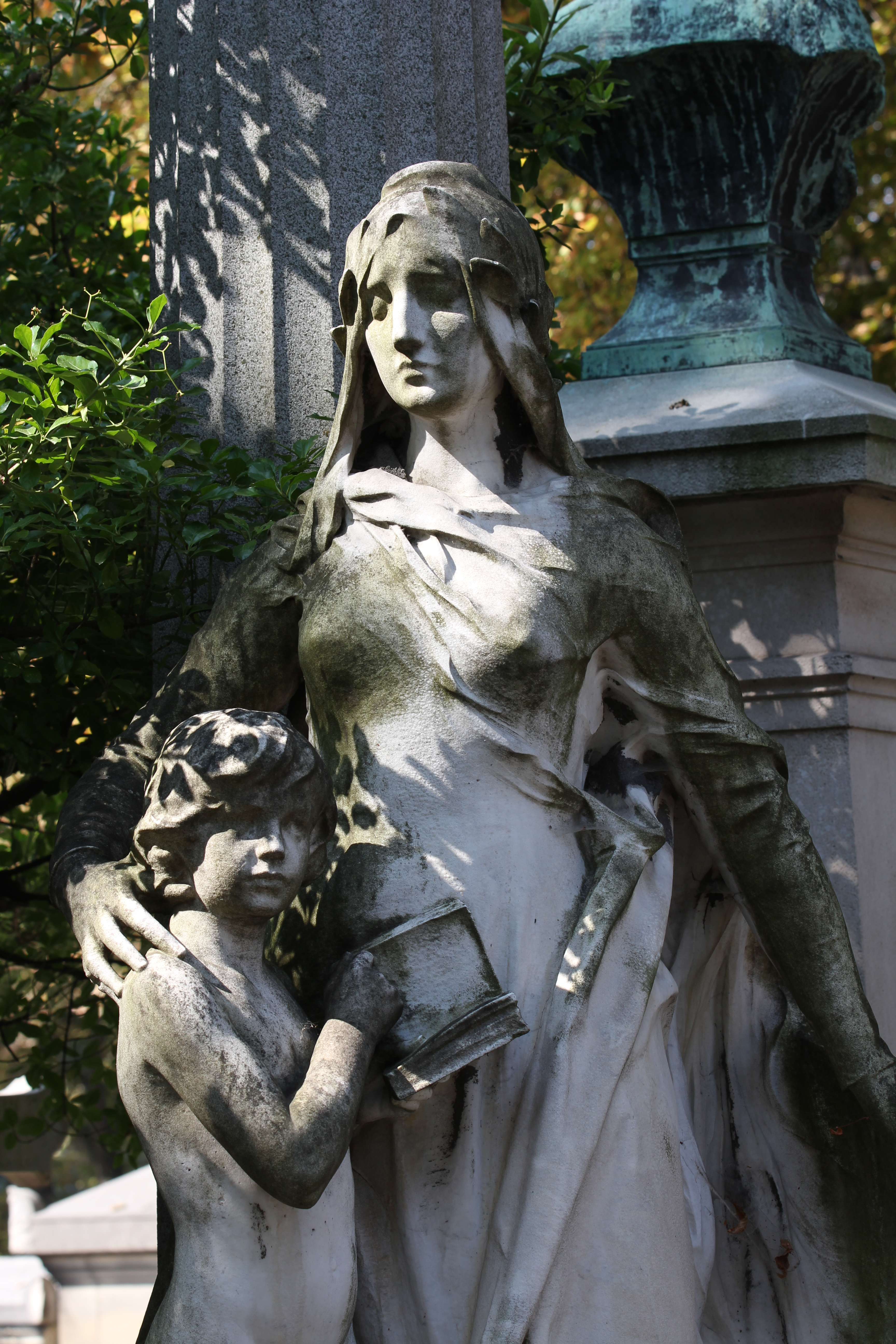
La République instruisant la Démocratie (statue du Père-Lachaise, division 65).

La démocratie, du grec ancien δημοκρατία / dēmokratía, combinaison de δῆμος / dêmos, « peuple » de δαίομαι / daíomai, « distribuer, répartir », et κράτος / krátos, « le pouvoir », dérivé du verbe κρατέω / kratéô, « commander », est, à l'origine, un régime politique dans lequel le pouvoir appartient au peuple, qui l'exerce directement ou par l'intermédiaire de représentants élus. Elle repose sur des principes fondamentaux tels que la participation citoyenne, la liberté d'expression, l'égalité devant la loi, et le respect des droits fondamentaux. Ce dispositif s'effectuait soit de manière directe en soumettant des décisions au vote à tous les citoyens,, soit de manière indirecte par des représentants qui étaient préalablement désignés, de façon aléatoire ou par élection, pour faire des propositions de loi ou prendre des décisions urgentes. Le terme désigne aujourd'hui tout système politique dans lequel le peuple est souverain. Par extension, la démocratie peut aussi qualifier une forme de société, la manière de se gouverner qu'adopte une organisation ou encore un système de valeurs.
La démocratie peut donner lieu à des interprétations différentes. Deux sortes de difficultés d'interprétation existent. L'une concerne la signification concrète de la souveraineté populaire et son application pratique, par exemple selon que la démocratie est directe (le peuple vote les lois) ou représentative (le peuple élit des représentants qui votent les lois). La seconde sorte de difficulté provient de la diversité des régimes politiques qui se sont revendiqués ou se revendiquent comme démocratie. Pour sortir du premier dilemme, on utilise des critères pour déterminer le degré de démocratie auquel se situe un pays. Pour résoudre la seconde difficulté, on utilise le dénominateur commun des démocraties, c’est-à-dire les principes qui les distinguent des autres régimes politiques.
Le dénominateur commun des démocraties est l’existence d’institutions et de lois qui visent à protéger la population des dérives tyranniques ou dictatoriales que peut exercer une personne ou un groupe quelconque, y compris la majorité. Toute démocratie doit disposer de lois permettant aux citoyens de changer de gouvernement ou de projets politiques légalement, c’est-à-dire sans avoir besoin de recourir à la violence et en respectant les procédures définies par les lois.
On fait également une distinction entre la notion de « peuple » et celle plus restrictive de « citoyens » : tous les membres du peuple ne sont pas automatiquement des citoyens.
La démocratie peut être aussi définie par opposition, notamment dans la classification d'Aristote et de Polybe :
- aux systèmes monarchiques, où le pouvoir est détenu par un seul (μόνος/monos = seul, unique) ;
- aux systèmes oligarchiques, où le pouvoir est détenu par un groupe restreint d'individus (ὀλίγος/oligos = en petite quantité, peu abondant) ;
- aux systèmes de dictature ou de tyrannie. Karl Popper, par exemple, considère qu'un régime est démocratique s'il permet aux citoyens de contrôler ses dirigeants et aussi de les évincer sans recourir à la violence. Karl Popper a présenté cette théorie dans plusieurs ouvrages dont La leçon de ce siècle[5] et Toute vie est résolution de problèmes[6]. En démocratie, le problème n'est pas de savoir « qui doit gouverner » mais « comment empêcher ceux qui ont le pouvoir d'en abuser ». Le peuple a le pouvoir et le devoir d'évaluer les dirigeants, mais il est impossible que tout le monde dirige en même temps ;
- aux systèmes aristocratiques, où le pouvoir est détenu par ceux considérés comme « les meilleurs »[7]. Francis Dupuis-Déri considère qu'en France ou aux États-Unis au XVIIIe siècle, l'aristocratie héréditaire (sous le régime monarchique) a été remplacée par une aristocratie élue : selon lui, l'élection, mécaniquement, consiste à choisir les meilleurs pour des fonctions qui exigent des connaissances et elle est une procédure d’auto-expropriation du pouvoir par les citoyens, qui le confient aux élus[8] ;
- aux systèmes ploutocratiques, où le pouvoir est détenu par ceux qui possèdent le plus de richesses.

Par ailleurs, le terme de démocratie ne se réfère pas uniquement à des formes de gouvernement mais peut aussi désigner une forme de société ayant pour valeurs l'égalité et la liberté (c'est notamment l'usage qu'en fait Alexis de Tocqueville, qui s'attache plus aux dimensions culturelles et psychologiques qu'au système politique en lui-même).

## Recensement des démocraties

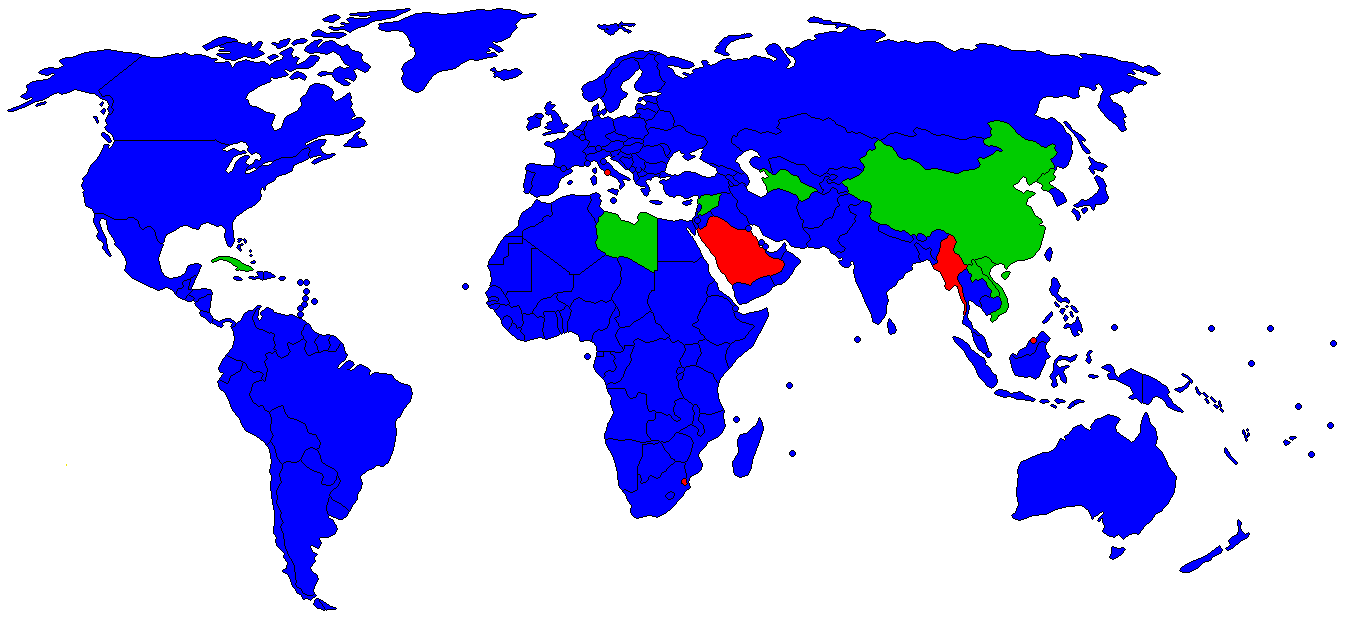
Cette carte montre les gouvernements se réclamant (ou non) de la démocratie en juin 2019.
Gouvernements se déclarant démocratiques et permettant l'existence de groupes d'opposition, du moins en théorie.
Gouvernements se déclarant démocratiques mais ne permettant pas l'existence de groupes d'opposition.
Gouvernements ne se revendiquant aucunement en tant que démocratie.

| Démocraties à part entière - 9,00–10,00 - 8,00–8,99 | Démocraties imparfaites - 7,00–7,99 - 6,00–6,99 | Régimes hybrides - 5,00–5,99 - 4,00–4,99 | Régimes autoritaires - 3,00–3,99 - 2,00–2,99 - 1,00–1,99 - 0,01–0,99 - Non évalué. |

Carte de l'indice de démocratie publiée par The Economist Intelligence Unit en 2022 : plus le pays est en vert, plus il est considéré comme démocratique.
Démocraties à part entière
9,00–10,00
8,00–8,99
Démocraties imparfaites
7,00–7,99
6,00–6,99
Régimes hybrides
5,00–5,99
4,00–4,99
Régimes autoritaires
3,00–3,99
2,00–2,99
1,00–1,99
0,01–0,99
Non évalué.

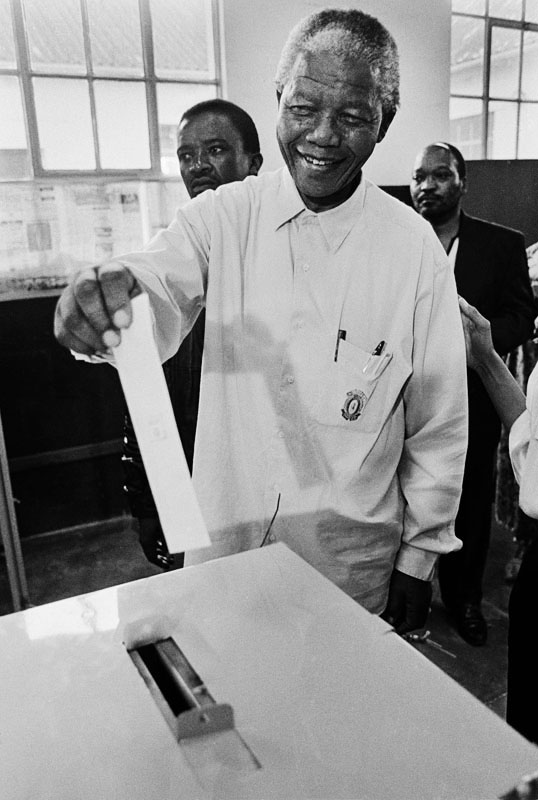
Nelson Mandela a voté lors des élections générales sud-africaines de 1994. Dans les années 1990, la dissolution de l’apartheid au profit du suffrage universel a permis à des dizaines de millions de Sud-Africains, dont Nelson Mandela, de voter pour la première fois.

Dans son rapport de 2005, Guerre et paix au XXIe siècle, le Human Security Report Project (en) opère une classification des régimes (dans le but de démontrer le rapport entre respect des droits humains et démocratie, entre autres). Il distingue trois catégories de régimes :
- démocraties ;
- anocraties (régimes en transition ou aux institutions instables) ;
- régimes autoritaires.

Étant donné la multiplicité des critères invoqués par les régimes pour revendiquer leur appartenance à la démocratie, l'institut retient un faisceau d'indices (établissant un score de régime politique, « polity score » en anglais) pour évaluer la qualité des institutions et des processus politiques. Ce sont en particulier :
- la manière dont est recruté l'exécutif (élection, nomination, pouvoir héréditaire, libre arbitre des électeurs…) ;
- les moyens de contrôle sur l'action de l'exécutif (autres pouvoirs : législatif et judiciaire…) ;
- la manière dont est traitée la concurrence politique (opposition des partis politiques, contre-pouvoirs comme la presse ou l'opinion publique…) ;
- la manière dont sont traités les droits de l'homme.

Selon ses calculs, il y aurait, en 2005, 88 démocraties dans le monde (seuls les pays de plus de 500 000 habitants sont comptabilisés), sachant que l'ONU reconnaît 195 États aujourd'hui. Le nombre de démocraties a significativement progressé depuis 1946. En effet, à cette date, on ne comptait que vingt démocraties sur les 72 États reconnus alors. Ce progrès est dû notamment à la fin de la Guerre froide (démocratisation des pays de l'Europe de l’Est) et à la démocratisation du continent sud-américain depuis la fin des années 1980. Ce mouvement tend toutefois à s'inverser au cours des années récentes.
L'organisation non gouvernementale Freedom House publie aussi chaque année une carte des libertés dans le monde, prenant en compte des critères démocratiques tels que l'organisation d'élections libres ou la liberté de la presse. Dans son rapport de 2018, l'ONG estime que 45 % des pays sont libres, représentant 39 % de la population mondiale.

## Typologie des démocraties
Le terme « démocratie » désigne à l'origine un régime politique dans lequel tous les citoyens participent aux décisions politiques par le vote, le terme « citoyen » excluant notamment les femmes, les esclaves, les enfants et les étrangers. Dès le Ve siècle av. J.-C., Périclès rappelle ce principe dans son célèbre discours : « nous intervenons tous personnellement dans le gouvernement de la cité au moins par notre vote [...] »,.
La démocratie est devenue un système politique dans lequel la souveraineté est attribuée aux citoyens qui l'exercent de façon :
- directe lorsque les citoyens adoptent eux-mêmes les lois et décisions importantes et choisissent eux-mêmes les agents d'exécution, généralement révocables. On parle alors de démocratie directe ;
- indirecte lorsque des représentants sont tirés au sort ou élus par les citoyens[16], pour un mandat non impératif à durée limitée, durant lesquels ils ne sont généralement pas révocables par les citoyens. On parle alors de démocratie représentative ;
- semi-directe dans le cas de démocraties indirectes dans laquelle les citoyens sont cependant appelés à statuer eux-mêmes sur certaines lois, par les référendums, qui peuvent être soit un référendum d'initiative populaire, soit une possibilité de mettre un veto à un projet de loi, soit une proposition de projet de loi.

### Démocratie directe
Dans la démocratie directe, le pouvoir est exercé directement par les citoyens, sans l'intermédiaire d'organes représentatifs. Selon les lieux et les époques, la démocratie directe désigne différentes formes de gouvernement ou d'association politique dans lesquels des citoyens sont désignés pour préparer et proposer des lois puis l'ensemble des citoyens sont appelés à décider de leur adoption et de leur application. Athènes en est un exemple : les citoyens réunis dans l'assemblée ordinaire de l'Ecclésia se réunissent quatre fois par prytanie, votent la guerre et la paix, tirent au sort des magistrats aux fonctions administratives et exécutives. Les magistrats dont la fonction nécessite une expertise sont élus et révocables par les citoyens. Ceux-ci votent également l'ostracisme, c'est-à-dire la possibilité de bannir un citoyen pendant dix ans. Les décisions sont précédées de débats et prises par majorité à main levée. D'autres assemblées (Boulè, Héliastes et Aréopage) contrôlent le bon déroulement du travail législatif et judiciaire.
D'autres exemples jalonnent l'histoire, généralement dans le cadre d'un exercice local du pouvoir. C'est le cas depuis le XVIIe siècle en Nouvelle-Angleterre, au travers des assemblées communales, où la population des communes réunie en assemblée décide des lois, impôts et budget. Les cantons suisses d'Appenzell Rhodes-Intérieures et de Glaris en sont des exemples, notamment au travers des communautés rurales (Landsgemeinde en suisse allemand) où les élections des représentants ont lieu à main levée. La Commune de Paris ou les municipalités du Chiapas (Mexique) gérées par le mouvement zapatiste sont aussi généralement considérées comme des expérimentations de la démocratie directe.
Des procédures décisionnelles spécifiques sont associées à la démocratie directe, par exemple le référendum, dont le référendum d'initiative populaire, les assemblées populaires, le mandat impératif, qui encadre strictement un individu élu dans ses actions, limitées dans leur durée et dans leur contenu, et la révocabilité des élus.
Par ailleurs, l'idée de démocratie directe est souvent associée à celle d'autogestion, particulièrement lorsqu'elle se rapporte au domaine économique de la production. Ainsi, le communisme de conseils, et plus généralement nombre de théories libertaires, anarchistes et syndicalistes révolutionnaires sont rapportées à celles de la démocratie directe. De ce fait, les soviets de Russie, jusqu'en 1917, l'Espagne de 1936, ou les conseils ouvriers (par exemple en Allemagne et en Italie au début du XXe siècle ou en Hongrie en 1956) sont considérés comme des expériences de démocratie directe.

### Démocratie indirecte ou représentative
- Républiques à régime présidentiel
- Républiques à régime présidentiel liées à un régime parlementaire
- Républiques à régime semi-présidentiel
- Républiques à régime parlementaire (république parlementaire)
- Républiques où la constitution n'accorde le droit à gouverner qu'à un parti unique ou un parti dominant (État communiste)

- Monarchies constitutionnelles dans lesquelles le monarque n'exerce que peu ou pas le pouvoir (le monarque a souvent une autorité constitutionnelle et morale élevée)
- Monarchies semi-constitutionnelles dans lesquelles le monarque exerce la majorité des pouvoirs, souvent avec un parlement disposant de faibles pouvoirs
- Monarchies absolues

- Dictatures militaires

- Autres systèmes (gouvernements provisoires)
- Pas de gouvernement

Dans une démocratie représentative, les citoyens élisent des représentants qui sont chargés d'établir les lois ou de les exécuter. Historiquement la démocratie indirecte est née d’une contrainte liée à la taille des populations et à l’étendue géographique de certains pays. Dès l’origine de la démocratie, il y a eu des représentants mais c’est avec la naissance des États-Nations qu’elle s’est généralisée à l’ensemble des décisions politiques. Il n'est pas possible de rassembler des millions de personnes en un même endroit et vivant souvent très loin les uns des autres. La démocratie directe n’est possible que pour des collectivités réduites comme les cités-États de la Grèce antique ou des petites organisations.
Au fil du temps, cette forme de démocratie est devenue de facto synonyme du terme démocratie tout court. Cela est notamment dû au fait qu'il s'agit de loin de la forme de démocratie la plus répandue dans le monde contemporain et que des candidats aux élections comme Andrew Jackson aux États-Unis, au milieu du XIXe siècle se sont réapproprié le terme. Avant cela, les politiciens se disaient souvent anti-démocrates, dans le sens d'être contre ce qui est appelé à présent la démocratie directe. Pour la même raison, démocratie représentative et démocratie tout court sont aussi souvent assimilées à la démocratie libérale et à la démocratie parlementaire. Le militant Étienne Chouard et le politologue Francis Dupuis-Déri dénoncent un retournement sémantique du mot démocratie, qui désignerait selon eux « son strict contraire », c'est-à-dire l'élection,.
De grands penseurs ont fourni des descriptions détaillées des démocraties indirectes et représentatives naissantes à partir du XVIIIe siècle. Ainsi Tocqueville, dans son livre « De la démocratie en Amérique » décrit puis analyse finement le système politique américain de démocratie représentative qui se développe dans les années 1830.
Certains politiciens, dans la France d’avant le milieu du XIXe siècle, utilisent une distinction entre régime représentative et vraie démocratie pour signaler la différence entre une conception fédérale et une conception nationale de la constitution. Dans ce cas, le régime représentatif renvoyait à l'idée de république (même si ce régime existait également en monarchie constitutionnelle) et se distinguait de la notion de démocratie, celle-ci désignant alors le système de gouvernement de la démocratie directe. En 1789, Emmanuel-Joseph Sieyès par exemple distinguait nettement démocratie et régime représentatif : « Les citoyens qui se nomment des représentants […] n'ont pas de volonté particulière à imposer. […] S'ils dictaient des volontés ce ne serait plus cet État représentatif, ce serait un État démocratique ».
Ce type de démocratie indirecte connaît plusieurs variantes distinctes détaillées dans les sections qui suivent.

#### Régime parlementaire
Dans les démocraties à régime parlementaire, le Gouvernement est responsable devant le Parlement, duquel il est généralement issu. Le parlement peut donc le destituer en recourant à une motion de censure, dont les modalités varient en fonction des pays. En contrepartie, le gouvernement, responsable de l'exécutif, peut dissoudre l'Assemblée, responsable des lois. S'il y a donc bien séparation des pouvoirs dans un régime parlementaire, celle-ci est souple du fait du contrôle réciproque entre exécutif et législatif.
On distingue les régimes parlementaires monistes et dualistes. Le premier désigne les régimes dans lesquels le gouvernement n'est responsable que devant le parlement et non devant le chef de l'État (celui-ci joue un rôle minime). Dans le régime dualiste, le gouvernement est responsable à la fois devant le parlement et le chef de l'État.

#### Régime présidentiel
À l'inverse du régime parlementaire, le régime présidentiel se caractérise par une séparation des pouvoirs plus stricte. Il s'agit d'un régime représentatif dans lequel le pouvoir exécutif n'a pas de responsabilité politique devant le pouvoir législatif, ce qui signifie que ce dernier ne peut pas le destituer. À l'inverse, le chef de l’État (qui y est aussi chef du Gouvernement), élu au suffrage universel direct ou indirect, dispose de moins de pouvoir sur le Parlement que dans un régime parlementaire, n'ayant pas la possibilité de le dissoudre. Aux États-Unis, principal pays dont le régime est véritablement présidentiel, le Président dispose d'un droit de veto sur les textes de lois.

#### Régime semi-présidentiel ou régime mixte
Un régime semi-présidentiel est un régime représentatif ayant à la fois des caractéristiques du régime parlementaire et du régime présidentiel.
C'est le cas de la Ve République française, dans laquelle le chef de l’État est élu au suffrage universel direct, nomme le Premier ministre et, sur proposition de ce dernier, nomme les autres membres du gouvernement ou met fin à leurs fonctions. Le président de la République ne peut mettre fin aux fonctions du Premier ministre que si celui-ci présente la démission du gouvernement. Il peut dissoudre l'Assemblée mais celle-ci ne peut remettre en cause que le gouvernement, principalement par une motion de censure. Si le président ne dispose pas de la majorité parlementaire, il est a priori contraint à une cohabitation et perd ainsi une grande partie de son pouvoir au profit du gouvernement et du chef du gouvernement. En ce cas, cette forme de régime se rapproche du régime parlementaire.

#### Régime d'Assemblée
Le régime d'assemblée est un régime représentatif dans lequel une assemblée unique, élue au suffrage universel direct, détient l'ensemble des pouvoirs politiques, les pouvoirs exécutifs et judiciaires étant subordonnés au pouvoir législatif.
Il fut pratiqué en France entre 1792 et 1795, lorsque la Convention fut chargée d'établir une constitution. Ce régime témoigne que le régime représentatif n'est pas nécessairement associé à une séparation des pouvoirs.

#### Démocratie libérale
Une démocratie libérale est une démocratie représentative dans laquelle la capacité des élus à exercer un pouvoir de décision est soumise à la règle de droit et est généralement encadrée par une constitution qui met l'accent sur la protection des droits et libertés des individus, posant ainsi un cadre contraignant aux dirigeants. L'idée de démocratie libérale n'implique pas une forme de régime représentatif particulier, celui-ci pouvant donc être parlementaire, présidentiel ou mixte comme en France. De même, elle n'implique pas un régime représentatif au sens strict, mais peut aussi qualifier un régime semi-direct (telle la Suisse) ou participatif.
Ainsi, sont généralement associés à la démocratie libérale un certain nombre de principes et de valeurs, qui se rapportent soit aux principes de la représentation démocratique, soit aux principes du libéralisme (y compris du libéralisme économique), parmi lesquels :
- l'existence d'un État de droit ;
- l'élection des représentants, aujourd'hui le plus souvent par le suffrage universel direct, avec le principe : un citoyen = une voix (égalité politique) ;
- la recherche de l'intérêt général et le respect de la volonté générale (ceux-ci étant néanmoins généralement définis par les dirigeants eux-mêmes ; de plus, volonté et intérêt général, en plus d'être des notions abstraites, peuvent apparaître comme possiblement conflictuelles) ;
- l'égalité des droits (ou égalité face à la loi) ;
- la garantie des libertés fondamentales, soit, généralement, le respect des droits de l'homme, notamment la liberté de conscience et de culte, la liberté d'expression et de la presse, la liberté de réunion, d'association (celle-ci impliquant le multipartisme, et de circulation, ou encore le droit de propriété et, pour ce qui est des démocraties libérales contemporaines, la liberté de commerce (libre-échange), etc.

#### Citoyenneté et droit de vote
Le corps politique des citoyens recouvre une partie plus ou moins grande de la population selon des critères qui ne sont ni stables ni universels. En démocratie, un individu n'ayant pas atteint l'âge de la majorité civile (différent selon les pays) n'a pas le droit de vote. Par ailleurs, le droit de vote fut pendant longtemps réservé aux hommes. Le droit de vote des femmes fut établi en 1893 en Nouvelle-Zélande, dans les deux premières décennies du XXe siècle notamment en Suède, Finlande, Norvège, États-Unis, Allemagne, et seulement dans les années 1940 en France, en Italie, ou encore en Espagne seulement entre 1931 et 1936, pour l'être rétabli en 1978. Dans certains États des États-Unis, les Noirs n'obtinrent le droit de vote qu'en 1965.
Les démocraties européennes, à l'époque coloniale, n'ont pratiquement jamais instauré la démocratie dans leurs protectorats ou leur colonies (soit parce qu'elles ont maintenu ou renforcé des monarchies ou oligarchies en place, soit parce qu'elles ont elles-mêmes mis en place des administrations directes non représentatives des populations locales).
D'autre part, il est rare que les étrangers en résidence dans les pays démocratiques aient droit de vote, hormis parfois aux élections locales. Enfin certains citoyens peuvent être exceptionnellement déchus de leurs droits politiques par décision de justice en cas de crime ou délit.
Pour ce qui concerne la France, le droit de vote était en 1958 accordé à certains habitants des colonies, mais pas aux indigènes musulmans d'Algérie. Aujourd'hui[Quand ?] toute personne de nationalité française peut voter en France, ce qui exclut les résidents étrangers, à l'exception des ressortissants de l'Union européenne pour ce qui concerne les élections européennes et municipales[source insuffisante].
Dans la plupart des pays d'Europe, les premières démocraties furent censitaires, c'est-à-dire qu'il fallait justifier d'une certaine fortune pour pouvoir voter, soit par le biais de la propriété terrienne, soit par le biais de l'impôt. Ce fut par exemple le cas en Angleterre et en France jusqu'au XIXe siècle. Quand la déclaration des droits confia le pouvoir au Parlement anglais, les électeurs représentaient moins de 3 % de la population.

### Démocratie par tirage au sort
Dans la Grèce antique
Il peut paraître absurde et dangereux de se fier au tirage au sort dans un régime démocratique, puisqu’il semble exclure toute forme de compétence. C’est ce que constatait déjà Xénophon : « C’est folie que les magistrats de la cité soient désignés par la fève, tandis que nul ne voudrait tirer au sort ni un pilote, ni un architecte, ni un joueur de flûte, ni tout autre homme de métier, dont les fautes sont bien moins préjudiciables que celles qu’on commet au gouvernement. » Mais cette pratique s’explique : à l’origine, le tirage au sort était un véritable jugement de Dieu, comme l’a bien reconnu Fustel de Coulanges. C’est dans cet esprit que, bien qu’hostile au tirage au sort en politique, Platon en admettait le principe pour certaines fonctions religieuses, « afin de laisser le dieu lui-même indiquer ses préférences ». Inventé dans des temps archaïques pour désigner les chefs, ce tirage au sort a été conservé par les générations suivantes parce qu’il « offrait l’avantage d’apaiser les sanglantes rivalités des grandes familles ». Même dans les cités oligarchiques, le tirage au sort amortissait les luttes des partis les uns contre les autres et empêchait une faction victorieuse de faire prévaloir sa tyrannie dans tout le gouvernement, et d’exaspérer ainsi l’opposition. Incontestablement, il apportait un facteur de calme dans les cités en limitant la compétition. Alors que l’élection pouvait favoriser la brigue, l’intrigue, voire les fraudes, on crut que le tirage au sort était un moyen de supprimer les manœuvres électorales ; mais pendant longtemps, les modalités habilement sophistiquées du tirage au sort n’empêchèrent ni la cooptation ni la brigue.
Il fallut attendre la réforme de Clisthène, puis celle de 487-486 av. J.-C. — où pour la première fois les neuf archontes furent tirés au sort —, et encore la réforme de 457 — où fut instauré le double tirage au sort, ou « tirage par la fève » — pour voir le tirage au sort devenir un peu plus démocratique. Il allait améliorer la représentativité par l’abaissement des conditions censitaires. Vers 403 av. J.-C., une nouvelle réforme visa à éviter la corruption, en élargissant la souveraineté populaire à l’échelle de l’ensemble de chaque tribu, et non plus seulement des dèmes. En outre, en interdisant aussi à la plupart des magistrats d’être rééligibles, on diminuait le développement de personnalités de premier plan et de trop grandes autorités individuelles. Dans la démocratie athénienne, le tirage au sort offrit ainsi à tous les citoyens un droit égal d’accès au Conseil, la Boulè des Cinq-Cents ; le tirage au sort de ses membres, les bouleutes, et l’absence de toute qualification, si ce n’est d’âge, eurent pour effet d’« empêcher que la fonction fût l’objet d’une compétition ».
Pour éviter le danger d’une répartition si aveugle, la démocratie athénienne avait prévu plusieurs garde-fous : d’abord, le tirage au sort ne fut jamais appliqué aux magistratures militaires, en particulier les dix stratèges et les dix taxiarques, ni aux magistratures relatives aux finances publiques, qui toutes exigeaient compétences et talent ; il ne fut associé qu’à des magistratures courtes, de l'ordre d’un an pour les archontes, ou d’un jour pour l’épistate (président) des prytanes, et fut assorti d’une obligation de reddition de comptes de la part des magistrats ainsi tirés au sort. Cette présidence d’un seul jour de l’épistate qui présidait la Boulè mais aussi l’Ecclésia éliminait l’influence personnelle et décourageait l’intrigue et les pressions ; enfin, il était combiné avec l’élection de façon à respecter le principe, cher aux penseurs grecs, de la Justice distributive ou égalité proportionnelle, qui donne à chacun ce qui lui revient selon son mérite. Le tirage au sort a ainsi fini par prendre en démocratie un sens égalitaire.
Le tirage au sort, généralement associé à des mesures de démocratie directe comme le vote des lois directement par les citoyens, fut considéré, notamment par Platon, comme caractéristique de la démocratie — bien que le terme de démocratie fût pris chez lui dans le sens péjoratif de « démagogie populaire », régime où règne l’arbitraire au profit de la masse des plus pauvres et de ceux qui ont le moins de mérite —. Ainsi s’explique la condamnation sévère de ce régime dans La République ; de même Aristote écrit-il : « Le tirage au sort est considéré comme démocratique, l’élection comme oligarchique », mais il prend bien soin d’ajouter : « tirage au sort de toutes les magistratures, ou du moins de celles qui ne demandent ni expérience pratique ni compétences techniques. »
Dans le monde moderne
Dans De l'esprit des lois, Montesquieu reprend cette conception de la démocratie comme régime où le suffrage a lieu par le sort, là où l’élection « est de l'ordre de l'aristocratie ». Elle est aujourd'hui reprise et valorisée par le philosophe Jacques Rancière, comme conséquence de l'idée que la politique n'est pas une affaire de spécialiste. Plus récemment, Étienne Chouard diffuse sur internet l'idée du tirage au sort, notamment appliquée au processus constituant.
Au Canada et plus particulièrement en Colombie-Britannique, le tirage au sort a été employé en 2001 pour la formation d'une assemblée ayant pour but la réforme du mode de scrutin. En France le tirage au sort est aujourd'hui employé pour la formation de jurys d'assises. En 2019, la Convention citoyenne pour le climat réunit une assemblée tirée au sort de 150 citoyens français. Elle fait suite à une série de conférences de citoyens également fondées sur le tirage au sort. Le mot sortition est utilisé outre-manche pour présenter le mode de désignation de représentants par le tirage au sort.

### Systèmes mixtes

#### Démocratie semi-directe
Les démocraties semi-directes empruntent aux deux formes de démocraties.
Les citoyens élisent des représentants qu'ils chargent d'établir les lois, mais les citoyens peuvent aussi être amenés à faire des lois par référendum (ou les refuser).
C'est le cas en Suisse, où les droits d'initiative et de référendum sont la norme. Les citoyens sont appelés à voter quatre fois par an afin d'accepter ou refuser des lois. Mais également, dans une moindre mesure, en France, où le référendum reste exceptionnel.
Article 3 de la Constitution du 4 octobre 1958 (France) : « La souveraineté nationale appartient au peuple qui l'exerce par ses représentants » (démocratie représentative) « et par la voie du référendum » (démocratie directe).
Le référendum peut prendre plusieurs formes : il peut s'agir d'un référendum législatif ou constituant (qui sont les deux formes les plus utilisées). L'initiative du référendum appartient alors aux institutions représentatives. Dans certains cas, cependant, il existe également un référendum d'initiative populaire, ce qui est le cas en Suisse ou en Italie par exemple. Comme son nom l'indique, l'initiative appartient alors aux citoyens.
En France, depuis la révision constitutionnelle du 28 mars 2003, même si cette initiative populaire n'existe toujours pas formellement, il est possible de la distinguer au travers de l'articulation de deux articles de la Constitution. Il s'agirait alors pour les citoyens de faire usage de leur droit de pétition (article 72-1 alinéa 1), puis de voter sur cette réforme locale au travers du référendum local (article 72-1 alinéa 2). Il n'est donc pas exclu « que la pétition ait pour objet de demander l’inscription à l’ordre du jour de l’assemblée délibérante de la question de l’organisation d’une consultation des électeurs » sur un sujet précis relevant de la compétence d’une collectivité territoriale.

#### Démocratie participative
Dans la démocratie participative, les citoyens sont associés aux décisions prises par les représentants. Ainsi, la démocratie participative permet aux citoyens de participer directement à la décision publique, ou d’être consultés en dehors des échéances électorales.

#### Démocratie liquide

##### Cyberdémocratie
La cyberdémocratie consiste à utiliser le web comme moyen d'expression et de décision pour et par le peuple. Le média internet est une solution aux différents freins engendrés par la démocratie directe, tels que la multitude des citoyens et leur dispersion géographique.
La cyberdémocratie cherche à répondre à l'idéal démocratique selon lequel tous les citoyens participent aux propositions, aux créations et à la mise en œuvre des lois.

### Expressions voisines
L'expression « démocratie populaire » est utilisée pour désigner des régimes politiques à parti unique suivant une doctrine communiste. Cette expression, tombée en désuétude après la chute de l'URSS, apparaît encore sous des formes modifiées, par exemple dans l'expression « république populaire de Chine ».

## Les institutions démocratiques
Il existe différentes formes de démocraties, mais elles reposent toutes sur des principes fondamentaux et communs. En effet, même s'il n’y a pas d'institutions précises, certains principes sont incontournables et doivent être formulés dans des lois ainsi que s’incarner dans des institutions. Dans son livre Le commencement de l’infini, David Deutsch rappelle que tout système démocratique consiste à faciliter « l’élimination sans violence des mauvaises politiques et des mauvais gouvernements ».

### Un rempart contre la tyrannie
En premier lieu, un État démocratique se dote d'institutions visant à protéger la population de toute forme de dictature. Ce principe apparait dès le début de la démocratie athénienne. « Le terme « démocratie », depuis la démocratie athénienne, est le nom traditionnel que l'on donne à une Constitution qui doit empêcher une dictature, une tyrannis ». Cette exigence resta constamment présente durant toute l’époque où la démocratie fut le principal système politique en vigueur à Athènes, c’est-à-dire de −507 à −322. Au fil du temps, les Athéniens ont mis en place de multiples dispositifs contre la tyrannie. « Dans les démocraties, les lois protègent les citoyens. Contre qui ? C’est clair, contre les dirigeants politiques et les magistrats, qui, dans leur relation avec les citoyens doivent respecter les lois démocratiques », écrit Mogens Hansen dans son livre intitulé La démocratie athénienne à l’époque de Démosthène.
Cet impératif se retrouve dans de nombreux textes, y compris des inscriptions sur des stèles. On y condamne toute action ou propos qui encourage à renverser la démocratie par la force et la violence. Deux lois célèbres y font référence (en −410 et en −336).
Pour se rapprocher de cet impératif, il existe de multiples procédés qui se renforcent mutuellement. Le plus atypique est l'ostracisme.

#### L’ostracisme
Le but de l’ostracisme était en effet d’éviter le retour de la tyrannie. L’ostracisme offrait la possibilité aux citoyens de bannir pour de longues années toute personne pouvant mettre en danger la démocratie du fait de sa popularité politique. On inscrivait le nom de celui qui semblait le plus dangereux pour l’État. Ce dispositif indique clairement que la démocratie se méfiait de toute dérive dictatoriale. En effet, une personnalité politique qui est trop populaire peut facilement renverser le régime en influençant les gens et mener à une tyrannie. Au siècle de Périclès « la fonction de l’ostracisme était précisément de ne pas permettre la montée au pouvoir d’un dictateur populiste. ». De même l’eisangelia était une procédure qui donnait la possibilité de mettre en accusation un magistrat.

### L’égalité des droits entre les citoyens
La démocratie doit donc protéger les citoyens contre l’arbitraire ou l’abus du pouvoir. Cela repose en premier lieu sur une égalité des droits entre les citoyens et ainsi, un système politique où tous les citoyens sont soumis aux mêmes lois. Hansen précise que dès le départ le mot démocratia est équivalent au mot isonomia qui désigne l’égalité des droits politiques entre les citoyens, voire de l’iségoria qui était une égalité des chances. On retrouve cette caractéristique notamment chez Hérodote qui écrit : « On constate toujours et partout que l’égalité entre les citoyens est un avantage précieux : soumis à des tyrans, les Athéniens ne valaient pas mieux à la guerre que leurs voisins, mais libérés de la tyrannie, leur supériorité fut éclatante ». Le principe d’égalité devant la loi est nécessaire pour tout système démocratique car il empêche que le bon vouloir des dirigeants soit au cœur de l’exercice du pouvoir.
D’autre part, la condition économique (riche ou pauvre) ou sociale (intellectuel ou paysan) ne doit pas faire obstacle à l’accès aux responsabilités politiques.
Celles-ci doivent être ouvertes à tous. De plus, chacun a (par la voie électorale) le même poids pour accepter ou rejeter des décisions politiques ou la désignation des gouvernants. Hansen écrit que « les différents aspects de l’égalité invoqués par les démocrates eux-mêmes revenaient à l’égalité des droits, grâce à laquelle tous les citoyens pouvaient avoir des chances égales et une égale protection de la loi ».

### La division du pouvoir
La démocratie est aussi un moyen de se protéger contre l’abus de pouvoir en créant des institutions qui puissent contrôler et diviser le pouvoir. Par exemple, au temps de Démosthène on a vu coexister 7 institutions différentes : l'Assemblée, les nomothètes, le tribunal du peuple, les collèges de magistrats, le conseil des Cinq Cents, la Boulè et le dispositif qui s’appelle « le citoyen qui le désire parmi tous les citoyens qui en ont le droit ». On peut aussi ajouter les dispositifs au sein des dèmes et des tribus. Les démocraties modernes ont également plusieurs strates d’institutions mais surtout elles ont institué la séparation des pouvoirs judiciaires, législatif et exécutif qui n’existait pas dans l’Antiquité et qui constitue maintenant un principe incontournable pour diviser le pouvoir.

### La rotation des gouvernants
Aristote, dans le livre VI de La politique, énonce les éléments caractéristiques d’une constitution démocratique : les magistrats ont un mandat à durée limitée, il n’est pas renouvelable, leurs pouvoirs sont limités, on effectue une rotation, il y a un tirage au sort ou une élection, les citoyens peuvent siéger comme jurés. Hansen précise « Quand Aristote définit la liberté politique qui règne dans un État par le fait d’« être tour à tour gouverné et gouvernant », il pense à la rotation des magistrats et non à une quelconque rotation dans le fonctionnement de l’Assemblée ». D’une part, tout citoyen doit pouvoir prétendre aux fonctions de dirigeant. Chacun doit avoir la possibilité d’occuper un poste au pouvoir. D’autre part, chacun exerce son pouvoir de juge.

### L'élection ou le peuple comme juge
La démocratie n’est pas et ne sera jamais le gouvernement de tout le monde à la fois. Non seulement c’est impossible à effectuer à l’échelle d’une ville et encore moins d’un État, mais le résultat serait une absence de décisions politiques. Ce sont les travaux d’Arrow qui ont montré la situation absurde dans laquelle mènerait un système qui reposerait sur la synthèse des opinions. Cela empêcherait toute discussion et mènerait à une impossibilité de changer d’avis. Plus grave, cela condamnerait toute recherche de nouvelles solutions. Aucune synthèse ne permet de créer de nouvelles solutions ou de faire face à de nouveaux problèmes.
Dès l’Antiquité, on remarque que les citoyens ne sont pas appelés à formuler chacun leur solution politique. Ils choisissent ou rejettent des décisions, des projets formulés par le conseil. Ces idées peuvent être proposées par n’importe qui mais elles doivent être rédigées et présentée aux citoyens. D’après Thucydide, Périclès avait insisté sur cette idée essentielle de jugement du peuple : « bien que rares soient les gens capables de concevoir un projet politique, nous sommes néanmoins tous à même de le juger ».
C’est pourquoi, en démocratie, les électeurs sanctionnent et évaluent les décisions prises et ils choisissent par leur vote les prochaines solutions à prendre. Ces solutions sont des tentatives pour résoudre des problèmes politiques. En effet, faire une moyenne des opinions de chacun ne permet pas d'aboutir à une décision parfaite, qui n’existe pas en politique. Il s’agit toujours de choisir un moindre mal entre plusieurs décisions possibles. D’autre part, réaliser une synthèse de toutes les opinions serait une tâche impossible et mènerait à des paradoxes, à des situations insolubles, c’est-à-dire à une absence de décision.
Les citoyens sont donc avant tout des juges. Quand on parle de gouvernement par le peuple cela veut dire que les gouvernements sont soumis au jugement du peuple. Chaque citoyen doit pouvoir participer à la désignation ou au rejet des gouvernants. Deutsch l’illustre par l’exemple des États-Unis. « La déclaration d’indépendance des États-Unis et la constitution américaine mentionnent ainsi toutes les deux le droit du « peuple » à faire certaines choses, par exemple à changer de gouvernement ».
La démocratie donne ainsi les moyens aux citoyens de surveiller les actions de ceux qui gouvernent par l'élection régulière. Cette fonction est primordiale. Popper précise même que la fonction essentielle et importante des élections est moins de choisir de nouveaux gouvernants que d’empêcher, sans violence et par le jeu démocratique, les mauvais gouvernants de rester au pouvoir.

### La protection des libertés individuelles
La démocratie permet la préservation de la liberté individuelle en acceptant pour unique souverain les lois qui en sont les garantes. Aucun groupe, aucune classe, aucune majorité ne peut s’arroger la souveraineté. Ce sont les lois appliquées à tous sans distinction de groupe, d’origine ou de classes qui sont souveraines. À l’époque de Démosthène, Eschine déjà insistait sur cette caractéristique dans son ouvrage Contre Timarque. La protection des citoyens par la loi est le sceau de la démocratie. Il parle des lois contraignant les gouvernants et non pas des gouvernés. Alors que la monarchie ou l’oligarchie sont dirigées par le bon plaisir des chefs « les États démocratiques le sont au contraire par les lois qui garantissent la sécurité des citoyens d’un État démocratique et de sa constitution ».

### Un régime qui autorise sa propre suppression
Quand on considère les démocraties antiques ou modernes, on constate que le remplacement de la démocratie par un autre régime peut être réalisé légalement. Un régime dictatorial ne peut être remplacé que par la violence. En effet, si l'on considère les lois athéniennes, on remarque que rien n’empêchait les gens de défendre un autre système politique mais elles interdisaient de fomenter des attaques contre elles. À Sparte, au contraire, quiconque louait une autre constitution que celle de la cité était sévèrement condamné. Il n’y avait pas de liberté d’expression ni de liberté de choisir un autre régime politique. Au contraire, la démocratie autorise sa propre destruction sans violence si les citoyens le décident, car une démocratie est régie selon des lois applicables à tous. L’égalité devant la loi est une marque nécessaire à tout système démocratique. Eschine oppose ainsi la démocratie et les autres systèmes : « Les oligarques et ceux qui gouvernent selon le principe de l’inégalité doivent se protéger des hommes capables de renverser l’État par la force des armes, mais nous, dont la constitution est fondée sur l’égalité et le droit, nous devons écarter ceux dont la parole ou la conduite porte atteinte à la loi ». La démocratie rend souveraines les lois.

### Les indices démocratiques de nos jours
De nos jours, on utilise non seulement les principes énoncés plus haut pour déterminer si un système est ou non démocratique, mais on dispose aussi d’indices permettant d’évaluer le degré démocratique d’un système politique. Les pays ayant un haut indice de démocratie respectent quelques principes de base :
- séparation des pouvoirs (législatif, exécutif, judiciaire) ;
- souveraineté du peuple ;
- élection des représentants ;
- coexistence de plusieurs partis politiques ;
- égalité des droits ;
- respect des libertés (d'expression, d'association, de la presse, etc.).

## Histoire

### Origines

#### Inde ancienne
À l'époque d'Alexandre le Grand (IVe siècle av. J.-C.), Quinte-Curce et Diodore de Sicile[source insuffisante] ont évoqué les peuples de guerriers des Sabarcae ou Sambastai qui auraient eu « une forme de gouvernement démocratique ».

#### Antiquité méditerranéenne
La démocratie prend ses racines principales dans les réformes engagées autour de la cité d'Athènes dans la Grèce antique autour du Ve siècle av. J.-C. Bien que la démocratie athénienne soit aujourd'hui considérée comme ayant été une forme de démocratie directe, elle faisait coïncider deux organisations politiques très différentes :
- une Boulè regroupant environ 500 citoyens tirés au sort, chargés de recueillir les propositions de loi présentées par les citoyens, puis de préparer les projets de loi ;
- d'autre part, l'assemblée des citoyens (Ecclésia), exemple type de la démocratie directe.

Tous les citoyens athéniens avaient le droit de prendre la parole et de voter à l'Ecclésia, où étaient votées les lois de la cité. Les femmes, les esclaves, et les métèques n'étant pas considérés à cette époque comme citoyens n'avaient donc aucun droit politique. Des 250 000 habitants d'Athènes, seuls 40 000 environ étaient citoyens et, sur ces 40 000, tous les hommes riches (tous les citoyens de la première et deuxième classes, environ 5 000) et la plupart des thètes (citoyens de la quatrième classe, environ 21 000) participaient aux réunions de l'Ecclesia. Seuls les citoyens de la deuxième classe ont souvent envoyé une autre personne aux réunions.

### Moyen Âge
Au Moyen Âge, de nombreux systèmes sont fondés sur les élections et/ou une Assemblée, comme l'élection du Gopola au Bengale, la Communauté Lituano-polonaise, l'Althing islandaise, le Vétché dans les pays slaves, les Things scandinaves, et la cité marchande autonome de Sakai au Japon (XVIe siècle). Pour autant, ces systèmes dans lesquels la participation demeure souvent réservée à une minorité, pourraient tout aussi bien être qualifiés d'oligarchies. La grande majorité des régions dans le monde du Moyen Âge sont gouvernées par une seigneurie, suivant un principe féodal, lequel commence au XIIe siècle à inclure des poches de système communal.
En 1188, dans la péninsule ibérique, le nouveau roi du royaume de León, Alphonse IX, convoque un conseil royal (es), auquel les représentants élus des principales villes sont ajoutés pour la première fois avec voix et vote. Cette mesure a été considérée comme le premier exemple de parlementarisme moderne dans l’histoire de l’Europe occidentale.
Le Parlement d'Angleterre naît avec les restrictions du pouvoir royal mises en place dans la Magna Carta. Le premier parlement élu est le Parlement de Montfort en Angleterre en 1265. Là encore seule une petite minorité dispose d'une voix : le Parlement est élu par quelques pour cent de la population (moins de 3 % en 1780), et le système présente des dispositions problématiques, telles que les municipalités corrompues. La convocation du Parlement dépend du bon vouloir du roi ou de la reine (le plus souvent lorsque celui ou celle-ci a besoin d'argent).
De nombreuses régions aux frontières des grands États conservent un fonctionnement démocratique. Entre France et Espagne se tiennent ainsi les républiques pyrénéennes.

### DuXVIIeauXIXesiècle
En Angleterre, après la Glorieuse Révolution de 1688, la charte des droits de 1689 codifie certains droits et augmente l'influence du Parlement. L'électorat augmente lentement et le Parlement prend de plus en plus de pouvoir jusqu'à ce que la Monarchie devienne une simple figure de proue.
Bien qu'ils ne soient pas décrits comme étant une démocratie par leurs Pères fondateurs, les États-Unis d'Amérique se considèrent comme la première démocratie libérale, dans la mesure où l'engagement constitutionnel (1788) fonde les principes naturels de liberté, d'égalité devant la loi, et s'oppose aux régimes dits aristocratiques au sens contemporain, bien qu'étymologiquement l'aristocratie soit le gouvernement par les élites (aristoi).
Selon la formule d'Abraham Lincoln (16e président des États-Unis de 1860 à 1865) prononcée lors du discours de Gettysburg, la démocratie est « le gouvernement du peuple, par le peuple, pour le peuple ».
Jean-Jacques Rousseau se prononce pour la démocratie directe, mais sa conception de la démocratie n'est pas celle de la démocratie antique. Il rejette certes l'idée de démocratie représentative : « La souveraineté ne peut être représentée, par la même raison qu'elle ne peut être aliénée ; elle consiste essentiellement dans la volonté générale et la volonté générale ne se représente point » ; « toute loi que le peuple en personne n’a pas ratifiée est nulle », mais il estime que la rédaction des lois ne doit pas incomber à une assemblée populaire : « une grande troupe formée en tumulte peut faire beaucoup de mal. Dans une assemblée nombreuse, quoique régulière, si chacun peut dire et proposer ce qu’il veut, on perd beaucoup de temps à écouter des folies, et l’on peut être en danger d’en faire ».
En France Emmanuel-Joseph Sieyès (corédacteur de la Constitution française) oppose le gouvernement représentatif, qu'il contribue à mettre en place, à la démocratie (qu'il rejette) dans son discours du 7 septembre 1789 : « La France ne doit pas être une démocratie, mais un régime représentatif. Le choix entre ces deux méthodes de faire la loi, n’est pas douteux parmi nous. D’abord, la très grande pluralité de nos concitoyens n’a ni assez d’instruction, ni assez de loisir, pour vouloir s’occuper directement des lois qui doivent gouverner la France ; ils doivent donc se borner à se nommer des représentants. […] Les citoyens qui se nomment des représentants renoncent et doivent renoncer à faire eux-mêmes la loi ; ils n’ont pas de volonté particulière à imposer. S’ils dictaient des volontés, la France ne serait plus cet État représentatif ; ce serait un État démocratique. Le peuple, je le répète, dans un pays qui n’est pas une démocratie (et la France ne saurait l’être), le peuple ne peut parler, ne peut agir que par ses représentants » (Chapitre « Sur l’organisation du pouvoir législatif et la sanction royale »).
Sieyès fut un contradicteur des théories de Rousseau. Emmanuel-Joseph Sieyès, lui, était opposé à la démocratie au sens littéral du terme qui permettrait à des concitoyens de s'occuper des lois. Ce dernier était aussi contre le suffrage universel et pour l'élection par suffrage censitaire, car seuls les citoyens actifs, qui s'enrichissent, méritaient de voter selon lui ; cet élément à la fois ploutocratique et aristocratique fut introduit dans la Constitution française de 1791.
En France, l'Assemblée nationale issue de la Révolution de 1789 est établie sur la base des principes libéraux, déclinés en la Déclaration des droits de l'homme et du citoyen et en réaction aux excès de la monarchie absolue de l'Ancien Régime. Le suffrage universel y apparaît plus d'un demi-siècle plus tard, en 1848, sous la Deuxième République (1848-1852), jusqu'au Coup d'État du 2 décembre 1851 de Napoléon III trois ans plus tard, qui débouche sur l'établissement du Second Empire.
Dans les deux cas, le droit de vote est limité sur la base de la fortune (suffrage censitaire), aux hommes (pas de droit de vote des femmes, sauf dans quelques États, avant 1920 aux États-Unis, avant 1944 en France), à un corps politique exclusif des personnes des autres races ou des colonisés (exclusion sur base de la couleur de peau aux États-Unis et exclusion des colonisés en France). Par ailleurs, tant les États-Unis que la France connaissent l'esclavage, respectivement jusqu'en 1865 (abolition plus tôt dans certains États) et en 1848 (avec une abolition de 1794 à 1802), les discriminations en matière politique ayant en réalité perduré beaucoup plus longtemps.
C'est au milieu du XIXe siècle que les partisans du régime représentatif le qualifient de démocratie, retirant au mot « démocratie » sa signification d'origine. Il s'agit là d'une stratégie électorale, initiée par des candidats aux élections comme Andrew Jackson aux États-Unis, qui se répand en 10-15 ans et tous les candidats se mettent à se dire démocrates. Ils sont conscients à ce moment-là que ce changement de sémantique est porté par une stratégie électorale, parce que le terme de démocratique parle aux plus pauvres : on peut dire que ce sont les premiers discours « populistes ».
Pour John Dewey (1859-1952), philosophe américain, la démocratie est avant tout une manière de vivre. La conception de l'enquête et de la formation des publics qu'il a développée dans son œuvre le conduit à privilégier les dynamiques locales d'engagement des individus et des collectifs dans la fabrique des causes et des problèmes publics.[source insuffisante] La conception de la démocratie selon Dewey est revenue en force avec la montée en puissance de la « démocratie participative ».

### XXesiècleetXXIesiècle
Le XXe siècle est celui qui mit à l'épreuve les pays démocratiques dont la plupart étaient âgés d'à peine plus de 100 ans. La montée des totalitarismes allemand et italien, l'instabilité d'autres pays européens comme l'Espagne ou le Portugal ont menacé à travers le monde la pérennité de ce système de gouvernance. Ce siècle a également vu la démocratie s'imposer dans un nombre croissant de pays pour devenir majoritaire de nos jours. Winston Churchill dans son discours à la Chambre des communes en 1947 disait : « Le gouvernement du peuple, par le peuple, pour le peuple : voilà qui reste la définition souveraine de la démocratie ».

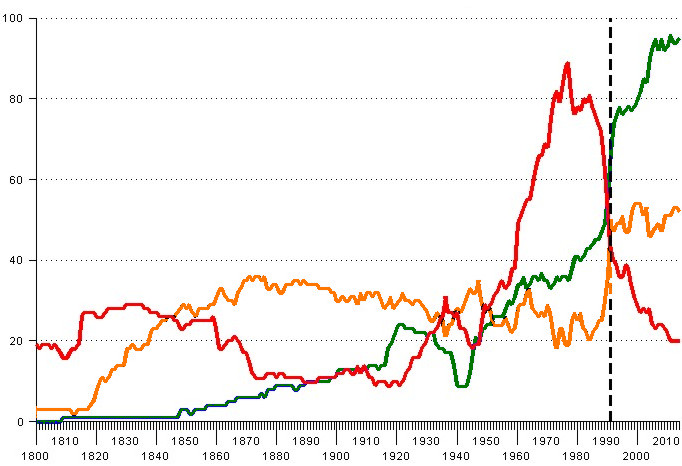
Évolution du nombre de pays ayant un score supérieur à 8 entre 1800 et 2014 sur l'échelle Polity.
Évaluation de Freedom House du nombre de pays dans les différentes catégories, sur la période étudiée, 1973–2014 :   - Libre - Semi-libre - Non libre
Indice de démocratie de The Economist Intelligence Unit publié en décembre 2019. Plus le pays est vert, plus il est considéré démocratique. La Norvège est le pays le plus démocratique à 9,93, tandis que la Corée du Nord est le moins démocratique à 1,08.
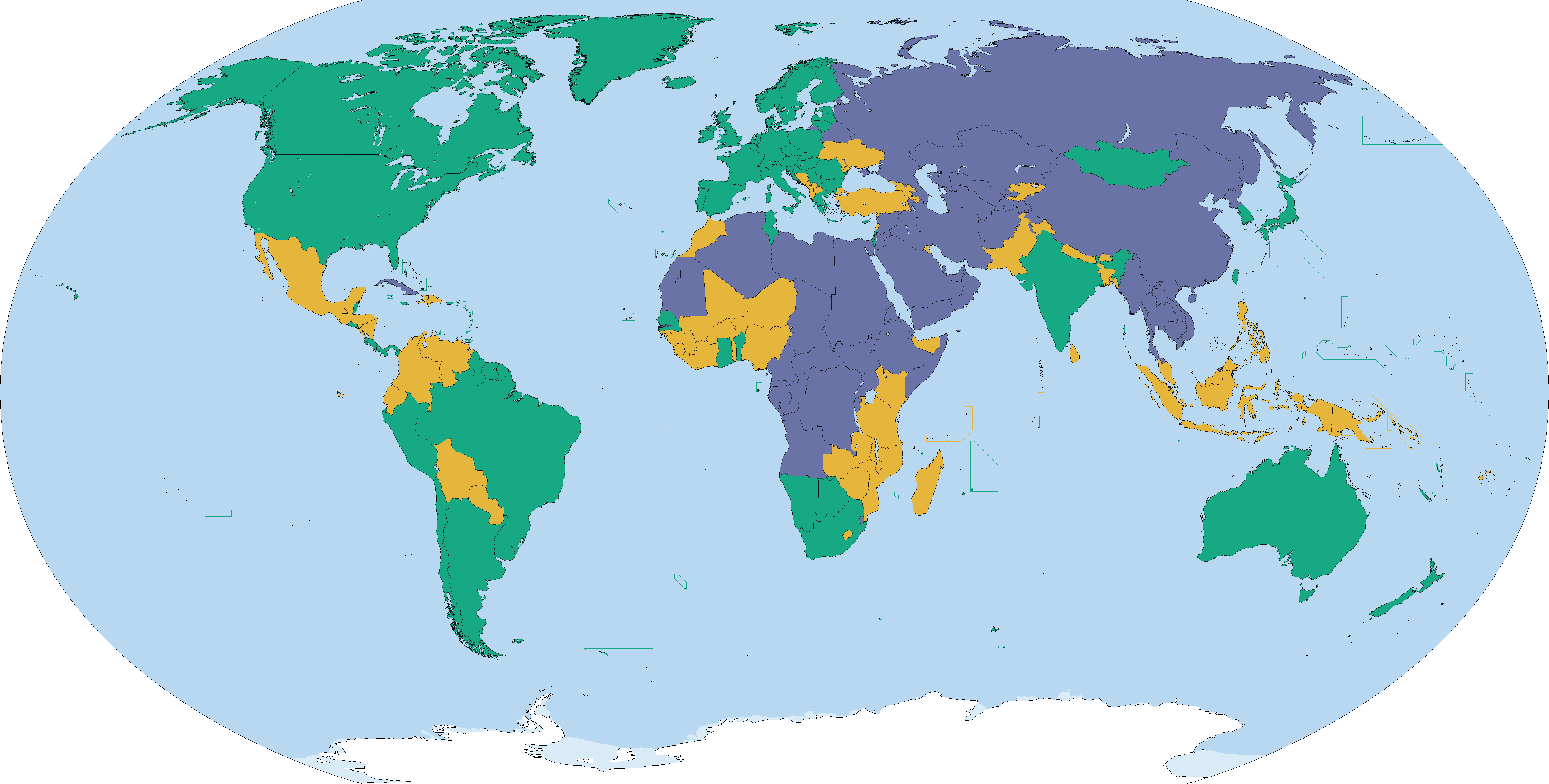
Évaluations politiques des pays selon l'étude Freedom in the World de Freedom House, en 2016 :   - Libre - Semi-libre - Non libre
Les pays en bleu sont appelés « démocraties électorales » dans l'étude Freedom in the World [PDF] de Freedom House en 2010.
Carte du monde présentant les données du rapport Polity pour l'année 2011. Une couleur bleue indique une démocratie.
En vert, régimes qui se désignent eux-mêmes comme démocratie.

#### La fin de l'URSS et des démocraties populaires liées
Mikhaïl Gorbatchev, dirigeant l'URSS depuis 1985, considéré moins autoritaire que ses prédécesseurs, mène une politique de réformes économiques (perestroïka) et politiques (glasnost). Cela a pour effet de réveiller les contestations des États membres de l'URSS, ce qui cause l'effondrement des régimes communistes d'Europe de l'Est, la fin des démocraties populaires et la dislocation de l'URSS.

## Histoire de l'idée de démocratie

### Les philosophes grecs et la notion de démocratie

#### Égalité arithmétique et égalité géométrique
Dans l'oraison funèbre que Thucydide prête à Périclès, la démocratie fait l’objet d’un éloge remarquable. Elle y est définie par le fait que c’est la majorité qui gouverne et non pas le petit nombre. Surtout, à côté de cette souveraineté populaire, l’accent est mis non pas seulement sur l’égalité devant la loi, mais aussi sur le principe d’une compétition ouverte à tous, et où chacun peut se distinguer par sa valeur et son talent : « La loi fait à tous, pour leurs différends privés, la part égale, tandis que pour les titres, si l’on se distingue en quelque domaine, ce n’est pas l’appartenance à une catégorie mais le mérite, qui vous fait accéder aux honneurs ; inversement la pauvreté n’a pas pour effet qu’un homme, pourtant capable de rendre service à l’État, en soit empêché par l’obscurité de sa situation. » Cette description du régime athénien fait l'éloge d'un système politique où l’égalité démocratique, celle qu’Aristote et les philosophes grecs ont appelée égalité arithmétique, se combine avec l’égalité géométrique, fondée sur la différence et la proportion. Ce principe des deux égalités, dont l’une distribue la même part à tous, et l’autre à chacun ce qu’il mérite selon sa valeur, a été exprimée par Archytas de Tarente, Isocrate, Platon et surtout Aristote : « On croit que la justice, c’est l’égalité ; et elle l’est en fait, non pas pour tous mais seulement pour des égaux ; l’inégalité aussi semble être juste, et elle l’est en effet, non pas pour tous, mais seulement pour des individus inégaux. Or on omet ce « pour qui », et l’on juge mal ». En faisant une place à l’inégalité pour tenir compte des différences de conditions et de mérite, la démocratie grecque corrigeait les effets du nivellement égalitaire, et permettait aux plus capables de jouer leur rôle dans la cité. L’égalité selon le mérite, en valorisant dans la cité la notion de compétence, apportait aussi une réponse au problème de l’aveuglement et de l’ignorance populaires.

#### Incapacité du peuple à bien gouverner
Les erreurs qui se succédèrent à Athènes jusqu’à la condamnation à mort de Socrate amenèrent Platon à repenser la question politique dans son principe et à essayer de définir ce qu’est le véritable art politique. Durant des décennies il avait fait l’expérience de l’aveuglement populaire dans un régime où régnaient les passions et l’art d’entraîner les foules ignorantes par la démagogie et la sophistique des flatteurs : telle était à ses yeux la nature de la démocratie athénienne, au sein de laquelle il vécut. C’est dire que son opposition au partage du pouvoir politique entre tous les citoyens vise d’abord la démocratie prise en son sens péjoratif de démagogie populaire. Son analyse s’appuie sur l'idée que pour gouverner, il faut une certaine science d’ordre moral et philosophique – plus précisément, avoir accédé à la connaissance des Idées du Vrai, du Juste et du Bien. Selon lui, les simples citoyens, ignorants de la Vérité et réfléchissant surtout en fonction de leurs intérêts particuliers, ne sauraient diriger à bien la cité, et par conséquent le pouvoir du peuple ne peut que conduire la cité à se corrompre. Si, dans l’idéal décrit dans La République, Platon défend ainsi l'idée que seuls devraient gouverner des philosophes-rois, ou des rois-philosophes, à défaut, il admet de façon plus réaliste, dans Les Lois et dans Le Politique, la nécessité d’un régime mixte, combinant monarchie et démocratie, la démocratie étant le moins mauvais des régimes imparfaits.
D'une certaine façon, cette idée de l'incapacité du peuple à diriger les affaires publiques et à légiférer se retrouve plus tard chez d'autres penseurs occidentaux, aux États-Unis comme en France. Le président américain Thomas Jefferson affirmait à la fin du XVIIIe siècle : « Il y a une aristocratie naturelle, fondée sur le talent et la vertu, qui semble destinée au gouvernement des sociétés, et de toutes les formes politiques, la meilleure est celle qui pourvoit le plus efficacement à la pureté du triage de ces aristocrates naturels et à leur introduction au gouvernement ».
De la même manière, John Adams et James Madison aux États-Unis, Emmanuel-Joseph Sieyès et Montesquieu en France, expriment clairement leurs critiques envers l'idée d'une démocratie directe, lui opposant les avantages d'un régime représentatif, qu'ils concevaient donc comme une alternative à la démocratie plutôt que comme son équivalent.
Dans sa Vie de Napoléon, Stendhal rapporte la teneur de conversations entre Napoléon Ier et le tsar Alexandre Ier où, paradoxalement, le tsar défendait le concept de monarchie élective alors que Napoléon prenait parti pour la monarchie héréditaire. À l'argument classique d'Alexandre selon lequel les chances sont faibles qu'un chef de qualité puisse advenir sur la simple base de la naissance, Napoléon répond que les hommes de qualité sont rares de toute façon, et que l'élection n'offre aucune garantie : « Combien peu d'hommes ont possédé des qualités qui donnent des droits à cette haute distinction : un César, un Alexandre, dont on ne trouve pas un par siècle ; de manière qu'une élection, après tout, est encore affaire de hasard et l'ordre successif vaut sûrement mieux que les dés ».

#### Aristote: le juste milieu et l’intérêt général
Aristote développe dans sa Politique une typologie des différents « régimes politiques » : il distingue trois « constitutions droites » qui ont en vue l'intérêt général : ce sont la monarchie, l'aristocratie et la politie — ce dernier régime (en grec πολιτεία, « politeia ») est parfois traduit par république tempérée ou par régime ou gouvernement constitutionnel —. Leurs trois déviations, qui servent des intérêts particuliers, correspondent respectivement à la tyrannie, à l'oligarchie et à la démocratie. Cette dernière est considérée par Aristote comme la déviation « la plus proche du juste milieu » ou la moins mauvaise. Elle est définie, par opposition à l'oligarchie, comme le régime dans lequel ce sont les pauvres qui gouvernent. La démocratie est alors présentée comme une constitution déviée en tant que le gouvernement sert les intérêts particuliers d’un groupe et non l'intérêt général ; le peuple cherche à régner seul, en despote, et les flatteurs sont à l’honneur. Une démocratie de ce genre verse alors dans la démagogie. C’est la pire forme de démocratie pour Aristote, car la masse populaire gouverne par décrets — qui sont circonstanciels et temporaires —, et la loi — de portée universelle — n’est plus souveraine. Cet état de choses est l'analogue d’une tyrannie ; or, l’impudence des démagogues représente pour Aristote la principale cause de renversement des régimes démocratiques.
Pour éviter ce désordre démocratique, Aristote prône la souveraineté de la loi, car « là où les lois ne règnent pas, il n’y a pas de constitution » : aussi, parmi les cinq formes de démocraties qu’il étudie, la meilleure est-elle la démocratie égalitaire, car l'égalité devant la loi, « c'est que les pauvres n’aient pas plus de droits que les riches, et qu’aucun de ces deux groupes ne soit le maître, mais qu’ils soient l’un et l’autre pareils ». Dans un tel régime, la démocratie n'est plus le gouvernement d'un groupe, mais celui des pauvres aussi bien que des riches. Aristote associe dans le même passage la démocratie au régime qui vise aussi bien l'égalité que la liberté, et où par conséquent « tous partagent principalement de la même manière le pouvoir politique ». Il note en ce sens que l'une des formes de la liberté consiste dans le fait d'être « tour à tour gouverné et gouvernant », ce qui correspond à la définition qu'il donne du citoyen (à la fois gouvernant et gouverné).
Par ailleurs, il note que l'attribution des magistratures par le tirage au sort est généralement considérée comme démocratique, l’élection caractérisant pour sa part les oligarchies, ce qui souligne l'écart existant entre les conceptions contemporaines et antiques sur ces sujets. Il expose aussi d'autres caractéristiques des régimes populaires ou démocratiques, parmi lesquelles l’absence totale ou l’extrême modicité du cens pour participer aux magistratures, la courte durée de celles-ci, ou encore l'interdiction d'exercer deux fois la même magistrature (sauf quelques exceptions)…
En réponse aux griefs de Platon contre l’incompétence du peuple, Aristote défend la délibération démocratique. Il insiste sur son caractère collectif qui justifie la compétence accordée au peuple ; car le rassemblement d'un grand nombre d'individus permet en quelque sorte d'additionner « leur part d’excellence et de sagesse pratique ». Quand bien même chacun y serait plus mauvais juge que les spécialistes, il affirme que tous réunis soit seront meilleurs, soit ne seront pas plus mauvais. Il ajoute à cela l'idée que le spécialiste n'est pas toujours le mieux placé pour juger d'un autre spécialiste, en donnant notamment l'exemple du festin, où c'est le point de vue du convive (l’usager) et non du cuisinier (l’expert) qui conviendra pour juger de sa qualité. Selon Jacqueline de Romilly, « contrairement aux penseurs précédents et à Platon lui-même, Aristote a reconnu le caractère spécifique du fait politique » : un peuple est un être collectif, une « communauté d’hommes libres », et le corps civique est un mélange où chacun a sa place, aussi une bonne démocratie tient-elle compte de cet ensemble. C’est pourquoi Aristote recommande de ménager la minorité des riches dans une démocratie, « en s’abstenant de soumettre au partage non seulement leurs propriétés, mais même leurs revenus », en vertu du principe fondamental, maintes fois énoncé par Aristote, selon lequel « le bien en politique, c’est la justice, c’est-à-dire l’intérêt général ». En outre, il souligne l'importance pour la masse de ne pas être trop pauvre dans une démocratie, mais il ne saurait être question de nourrir les pauvres aux frais de la cité ; Aristote propose l’achat par la cité, sur ses revenus, de petits domaines au profit des pauvres.
Par là s’explique que le régime qu'Aristote considère comme le plus avantageux, la politie, se définisse d’abord par le règne de la loi et de l’intérêt général, mais aussi par l’équilibre, en tant que moyen terme : car il correspond à un régime mixte, mélange d’oligarchie et de démocratie, combinant l’élection au tirage au sort, et où la classe moyenne, qui doit y être la plus nombreuse, est donc celle qui a le plus de pouvoir. Il s'agit là d'une conception en cohérence avec l'ensemble de sa pensée, qui considère le juste milieu (en grec ancien : τὸ μέσον) comme ce qui est préférable. Pour garantir la durée de ce régime, il est important d’assurer « un système d’éducation conforme au régime politique », écrit Aristote, non pour former des partisans, mais pour que les citoyens vivent, en démocratie, selon des habitudes et des valeurs morales et civiques propres au régime démocratique.

### La notion de démocratie dans la philosophie moderne

#### Tocqueville: l'égalité des conditions et le risque de tyrannie de la majorité
Alexis de Tocqueville est l'auteur d'une étude et réflexion sociologique et philosophique de la démocratie qui fit date. Dans son ouvrage en deux tomes De la démocratie en Amérique (1835 et 1840), il entreprend une analyse du fonctionnement de la démocratie aux États-Unis et des conséquences que cette forme de société induit dans les mœurs et relations sociales.

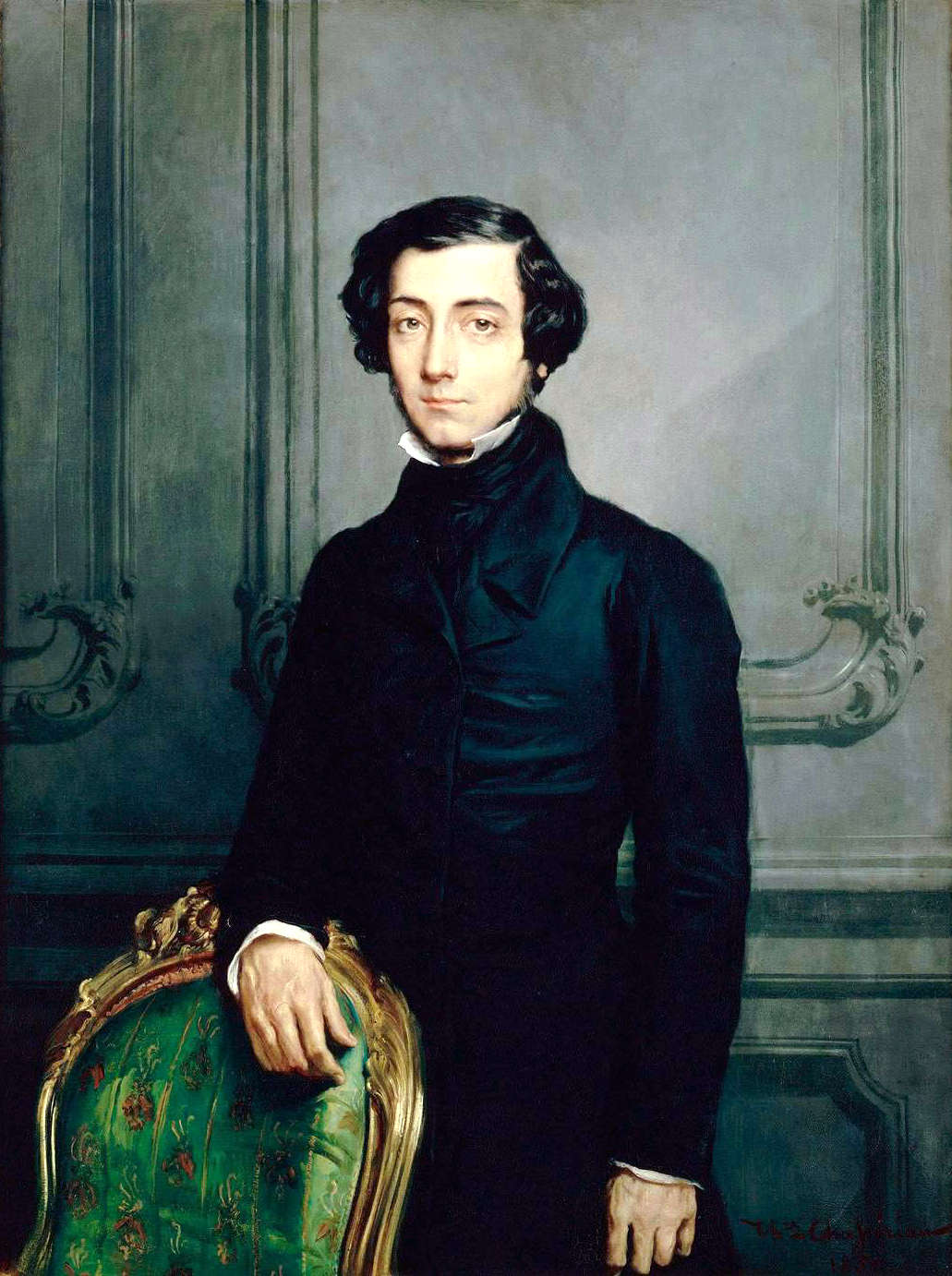
Alexis de Tocqueville.

Il y considère la démocratie comme principalement caractérisée par la tendance à l'égalisation des conditions, celle-ci devant être comprise non pas tant comme une égalité réelle et stricte des conditions économiques et sociales, mais plutôt comme renvoyant à l'abolition des privilèges aristocratiques liés à la naissance et à la diminution des écarts de fortune, à l'égalité des droits, l'instabilité de la hiérarchie sociale, à la possibilité pour tous les citoyens de participer au pouvoir politique, ou encore à un nivellement culturel par la généralisation de l'accès à la culture et à l'éducation. La démocratie, et donc le mouvement historique vers cette égalité des conditions, est considérée par Tocqueville comme « universelle » et inéluctable, et à ce titre, comme « providentielle ».
Pour autant, il croit pouvoir y déceler une certaine tendance contre laquelle il cherche à mettre en garde : le désir d'égalité qui imprègne les individus vivant en démocratie conduirait à consentir à une restriction de la liberté, et de manière générale à perdre le goût et l'esprit de la liberté. L'individu tendrait ainsi à se soumettre au groupe par l'effet de la centralisation des pouvoirs, l'essor du bien-être matériel ou encore le nivellement des hiérarchies sociales – la démocratie produisant ainsi un conformisme des opinions. Ainsi, Tocqueville craint une tyrannie de la majorité, l'individu tendant à abdiquer sa volonté personnelle au profit de l’État, et la majorité pouvant opprimer la minorité. Néanmoins, il s'agit là de risques qu'il serait possible de prévenir : l'égalité pourrait s'associer à la liberté grâce à une certaine décentralisation des pouvoirs administratifs, en d'autres termes par l'existence d'institutions intermédiaires (associations, assemblées communales) par lesquelles les individus, pouvant directement participer à certaines décisions, seraient responsabilisés et entretiendraient ainsi un esprit de liberté. Tocqueville estime aussi que la liberté de la presse constitue un moyen puissant pour préserver la liberté des menaces que ferait peser sur elle le désir d'égalité, affirmant que « La presse est, par excellence, l'instrument démocratique de la liberté », et qu'« elle seule [la liberté de la presse] guérit la plupart des maux que l'égalité peut produire ».

### La notion de démocratie dans la pensée contemporaine

#### Karl Popper, la société ouverte
Karl Popper définit la démocratie par opposition à la dictature ou tyrannie, notamment dans son ouvrage La société ouverte et ses ennemis. Ainsi, une démocratie est un système dans lequel est instauré un « contrôle institutionnel des dirigeants ». Il faut contrôler ceux qui ont des responsabilités. Selon cette théorie, le peuple exerce une influence sur les actes de ses dirigeants et il a le pouvoir de se débarrasser des gouvernants sans effusion de sang. Il a le pouvoir de juger les actions politiques qui sont mises en œuvre. Ainsi la question politique traditionnelle « qui doit gouverner ? » ne permettrait pas de définir correctement la démocratie. En effet, une société ouverte donne au peuple, non pas la possibilité de gouverner (Popper estimant impossible que tous les individus d'un peuple donné gouvernent en même temps), mais la possibilité de contrôler et d'évincer ceux à qui on a délégué une responsabilité collective. Cette théorie « n'oblige nullement à tenir pour bonnes les décisions de la majorité » car ce qui importe alors ce sont les institutions et une tradition d'esprit critique. Ainsi le problème que tente de résoudre un régime démocratique consiste à trouver et à tester les institutions qui permettent d'éviter les abus de pouvoir. Donc l'important dans une démocratie ne serait pas de savoir qui va gouverner (les capitalistes, les ouvriers, les meilleurs, les plus sages…), mais de savoir comment on peut surveiller ou évincer les dirigeants sans avoir besoin de faire une révolution. Popper fait remonter cette conception de la démocratie à Périclès qui dans un discours célèbre formula l'idée suivante : « bien que peu de gens puissent esquisser un programme politique, nous sommes en revanche tous capable de porter un jugement sur lui. Ce qui signifie ; nous ne pouvons pas tous gouverner et diriger, en revanche nous pouvons tous juger le gouvernement, nous pouvons fonctionner comme jurés » comme le rapporte Thucydide. Cette définition permet en outre d'être appliquée à d'autres domaines que la politique.

#### Castoriadis, le projet d'autonomie
L'idée de démocratie est centrale dans la philosophie et la pensée politique de Cornelius Castoriadis. Critique sévère des régimes représentatifs, qu'il considère comme des oligarchies au sein desquelles le peuple n'a aucun véritable pouvoir, il n'y a pour lui de démocratie que directe. Celle-ci, qu'il conçoit plus ou moins tel un synonyme du projet d'autonomie qu'il développe tout au long de son œuvre, doit selon lui être le régime de la liberté (individuelle et collective) et de l'égalité (politique et économique).
Sous l'angle des institutions politiques au sens strict, elle réclame notamment la participation de tous aux décisions qui les concernent, la révocabilité de tous ceux qui sont élus pour accomplir un mandat défini par les citoyens, ou encore une séparation et articulation des sphères politiques (« publique-publique », ekklesia), publique-privé (agora), et privé (oikos).
Sous l'angle économique, la démocratie implique à ses yeux l'autogestion de la production par les producteurs (travailleurs), ainsi qu'une égalité économique concrète (égalité des revenus), considérant que toute inégalité économique se répercute comme inégalité politique.
Enfin, sous l'angle culturel, la démocratie se doit d'être un régime qui place l'éducation (paedeia) au centre de ces préoccupations, en vue de former des citoyens à même de réfléchir par eux-mêmes, et par suite de prendre des décisions librement. Une véritable démocratie implique aussi à ses yeux un « imaginaire social » particulier, qui par opposition à ceux des sociétés traditionnelles, religieuses ou capitalistes, se reconnaît comme l'unique source des normes et lois sociales qui les régissent, et donc refuse aussi bien toute idée de transcendance que celle de déterminisme, historique ou économique. Ces points de vue reposent sur une conception des sociétés humaines comme processus d'auto-création, d'où découle notamment l'idée qu'il ne saurait y avoir d'experts de la politique, autrement dit que nul ne peut prétendre détenir la véritable notion de ce qu'est la justice, celle-ci étant une création humaine devant s'appuyer sur le raisonnement et la délibération pour être établie, et pour être continuellement interrogée.

#### Claude Lefort: démocratie, régime de l'indétermination et de la division assumée
Claude Lefort, qui définit la démocratie par opposition au totalitarisme, défend l'idée que le régime démocratique est celui de l'incertitude et de l'indétermination, et à ce titre, le régime qui se « caractérise essentiellement par la fécondité du conflit », en ce qu'elle « assume la division » résultant justement de la perte des certitudes concernant les fondements du pouvoir et de la loi. En ce sens, la démocratie correspond à une forme de société qui a rompu avec la fascination de l'unité du corps social. De plus, la démocratie se distingue selon lui des autres formes de société en ce que le pouvoir y est devenu un « lieu vide », du fait de la non-permanence des représentants du pouvoir politique.
D'autres auteurs, telle Chantal Mouffe, ont par la suite repris cette conception de la démocratie comme indissociable d'une institutionnalisation du conflit entre les différents intérêts divergents des membres de la société.

#### Définition de la démocratie par Paul Ricœur
Pour Paul Ricœur,
- « Est démocratique, une société qui se reconnaît divisée, c’est-à-dire traversée par des contradictions d’intérêt et qui se fixe comme modalité, d’associer à parts égales, chaque citoyen dans l’expression de ces contradictions, l’analyse de ces contradictions et la mise en délibération de ces contradictions, en vue d’arriver à un arbitrage »[104].
- « Par rapport à la notion de conflit, est démocratique un état qui ne se propose pas d’éliminer les conflits, mais d’inventer les procédures leur permettant de s’exprimer et de rester négociables. […] Quant à la définition de la démocratie par rapport au pouvoir, je dirai que la démocratie est le régime dans lequel la participation à la décision est assurée à un nombre toujours plus grand de citoyens »[105].
- « La démocratie n’est pas un régime politique sans conflits, mais un régime dans lequel les conflits sont ouverts et négociables selon des règles d’arbitrage connues. Dans une société de plus en plus complexe, les conflits ne diminueront pas en nombre et en gravité, mais se multiplieront et s’approfondiront »[106].

## Polymorphisme de la démocratie
Les régimes démocratiques ainsi que les idéaux démocratiques présentent, outre leurs traits communs, une certaine variété. L'idée même de « démocratie » est peut-être dans ce polymorphisme.
La démocratie américaine présente la possibilité pour un simple citoyen d'affronter l'État en justice. Le cinéma a rendu célèbre Monsieur Smith (joué par James Stewart dans Monsieur Smith au Sénat) plaidant au Sénat. Une telle faculté est généralement possible dans une démocratie. C'est le cas en France.
Les États-Unis octroient une grande importance au pouvoir judiciaire pour déterminer la loi. La Constitution des États-Unis est faite d'une suite de perfectionnements dans des procès en justice par des citoyens ou groupes de citoyens contre le gouvernement. Tel est le « Cas Korematsu » pour l'injustice envers une catégorie de citoyens.
La République française recherche dans sa devise la conciliation entre les principes de liberté, d'égalité, et de fraternité. Cette conciliation est un enjeu politique que rencontrent la plupart des régimes.
Pendant la Guerre froide, le bloc de l'Est se réclamait de l'égalité et qualifiait la liberté occidentale de fictive. Chacun des deux blocs déniait à l'autre le caractère de démocratie. Ainsi, pour les États-Unis, l'URSS ne respectait aucune des libertés les plus fondamentales (presse, opinion, religion…) et l'URSS affirmait que les États-Unis n'instauraient aucune égalité entre ses citoyens (ségrégation jusque dans les années 1960 ; mouvements féministes dans le même temps également). Les démocraties populaires du bloc de l'est sont largement considérées au XXIe siècle comme des dictatures.

## Critiques

### Incapacité des citoyens à gouverner, ignorance et inexpérience des masses
Platon fut le premier à développer une analyse et théorie importante visant à dénoncer la démocratie, en l’occurrence la démocratie athénienne, au sein de laquelle il vécut. Sa critique ne vise donc pas à proprement parler ce qu'aujourd'hui on a coutume de désigner comme régime démocratique (régime représentatif et libéral). Son opposition au partage du pouvoir politique entre tous les citoyens s’appuie sur l'idée que pour gouverner, il faut une certaine sagesse et un certain savoir – plus précisément, avoir accédé à la connaissance des Idées du Vrai, du Juste et du Bien. Selon lui, les simples citoyens, ignorant de la Vérité et réfléchissant surtout en fonction de leurs intérêts particuliers, ne sauraient diriger à bien la cité, et par conséquent le pouvoir des citoyens ne peut que conduire celle-ci vers la corruption. Il défend ainsi au contraire l'idée que seuls devraient gouverner des philosophes rois, ou des rois philosophes.
D'une certaine façon, cette idée de l'incapacité des citoyens à diriger les affaires publiques et à légiférer se retrouve plus tard chez d'autres penseurs occidentaux, aux États-Unis comme en France. Le président américain Thomas Jefferson affirmait à la fin du XVIIIe siècle : « Il y a une aristocratie naturelle, fondée sur le talent et la vertu, qui semble destinée au gouvernement des sociétés, et de toutes les formes politiques, la meilleure est celle qui pourvoit le plus efficacement à la pureté du triage de ces aristocrates naturels et à leur introduction au gouvernement ».
De la même manière, John Adams et James Madison aux États-Unis, ou Emmanuel-Joseph Sieyès ou Montesquieu en France, expriment clairement leurs critiques envers l'idée d'une démocratie directe, lui opposant les avantages d'un régime représentatif, qu'ils concevaient donc comme une alternative à la démocratie plutôt que comme son équivalent.

### Critique de la démocratie représentative

#### Critique marxiste de la «démocratie bourgeoise»
Parallèlement à la critique des droits de l'homme, Marx, et à sa suite les marxistes, dénoncent ce qu'ils qualifient de démocratie bourgeoise pour son caractère factice. L'égalité politique des citoyens que les démocraties libérales prétendent établir et garantir serait contredite par le rapport de domination entre la classe bourgeoise et prolétarienne. Ainsi, les courants marxistes considèrent que dans une société capitaliste, l'égalité des citoyens est principalement fictive et illusoire, et que les droits et libertés accordés aux individus sont, au sein des démocraties libérales, non pas concrets et effectifs, mais simplement « formels ». Cela, principalement en ce qu'ils ne contreviennent en rien aux inégalités économiques, qui se répercutent comme inégalité d'accès au savoir et à l'information, empêchant ainsi le prolétariat de réellement jouir des droits et libertés qui lui sont théoriquement accordés, mais donc matériellement inaccessibles. Marx dénonce aussi la conception bourgeoise de la liberté qui serait contenue dans la déclaration des droits de l'homme et du citoyen en ce qu'elle garantit la propriété privée, y compris de moyens de production

« le droit de l’homme, la liberté, ne repose pas sur les relations de l’homme avec l’homme mais plutôt sur la séparation de l’homme d’avec l’homme. C’est le droit de cette séparation, le droit de l’individu limité à lui-même.
L’application pratique du droit de liberté, c’est le droit de propriété privée. Mais en quoi consiste ce dernier droit ? « Le droit de propriété est celui qui appartient à tout citoyen de jouir et de disposer à son gré de ses biens, de ses revenus, du fruit de son travail et de son industrie. » (Constitution de 1793, art. 16.)
Le droit de propriété est donc le droit de jouir de sa fortune et d’en disposer « à son gré », sans se soucier des autres hommes, indépendamment de la société ; c’est le droit de l’égoïsme. »

Selon Lénine en 1919, qui s'appuyait entre autres sur l'ouvrage d'Engels, l'origine de la famille, de la propriété privée et de l'État, « Quelles que soient les formes revêtues par la république, même la plus démocratique, si c'est une république bourgeoise, s'il y subsiste la propriété privée sur la terre, les usines et les fabriques, et si le capital privé y tient toute la société en état d'esclavage salarié, autrement dit si l'on n'y réalise pas ce que proclament le programme de notre Parti et la Constitution soviétique, alors cet État est une machine qui sert aux uns à opprimer les autres ».

#### Le régime représentatif, une «oligarchie libérale» plutôt qu'une démocratie
Certains penseurs contemporains, tels Cornelius Castoriadis ou Jacques Rancière, considèrent que les démocraties représentatives ne sont que pseudo-démocratiques, où le peuple est dans les faits dépossédé du pouvoir politique effectif, qui est à leurs yeux détenu par une petite minorité d'individus (oligarchie), constitué par les politiques (représentants), les experts ou l'élite économique. Leur critique de la représentation possède une certaine filiation avec la critique marxiste, mais diffère cependant sur un certain nombre de points.

#### La démocratie comme encadrement des masses
Jacques Ellul, en se fondant sur son analyse du système technicien et des moyens modernes de propagande, considère que de l'utopie d'une « démocratie-contrôle », dans laquelle l'administration étatique est réellement contrôlée par le peuple, on est passé à une « démocratie-encadrement ». « La démocratie n'est plus un moyen de contrôler le pouvoir mais d'encadrer les masses », affirme-t-il dans L'Illusion politique en 1965. C'est également la conclusion de Noam Chomsky quand il critique les vues d'un « Walter Lippmann et [de] tous les autres représentants de cette principale école de penseurs « démocratiques » en Occident : la démocratie requiert une classe d'élite pour s'occuper de la prise de décisions et « fabriquer » l'assentiment de l'ensemble de la population envers des politiques qui sont supposées dépasser ce qu'elle est capable de développer et de décider par elle-même ».

#### La démocratie et son «chien de garde»
Ces penseurs, en particulier Noam Chomsky dans La Fabrique de l'opinion publique, structurent leur analyse en englobant le rôle des médias dans le champ des ratés de la démocratie, alors que les théories modernes de la démocratie en Europe, et ses institutions européennes, confient aux médias un rôle de « chien de garde » de la démocratie. Ainsi, la jurisprudence de la Cour européenne des droits de l'homme estime que la presse pourrait « être moins à même de jouer son rôle indispensable de chien de garde » de la démocratie si l'absence de protection des sources d'information des journalistes dissuade les sources d'information (experts, témoins, spécialistes) d’aider « la presse à informer le public sur des questions d’intérêt général ».

#### Contrôle démocratique de l'information
L’existence de monopoles étatiques ou privés de l'information et le régime d'effacement que produit la consommation de plus en plus rapide d'informations rendent l’exercice du contrôle démocratique impossible. La population votante est travaillée par des pouvoirs médiatiques, économiques ou technoscientifiques sur lesquels ni elle, ni les lois, n’ont prise. La démocratie est dépourvue de contre pouvoirs face à une guerre de l'information. En manipulant les perceptions de la population votante en vue de fausser sa vision de la réalité, le contrôle non démocratique de l'information peut compromettre la capacité de la population à former un jugement autonome par exemple des actions gouvernementales. Trois procédés essentiels peuvent être utilisés : la surinformation, la sous-information et la désinformation.

### La démocratie comme opposition à toute dictature, même de la majorité
Sans refuser la démocratie, de nombreux penseurs ont mis en avant ses limites si elle n'est pas encadrée par des règles de droit immuables. Au lendemain des expériences révolutionnaires de la fin du XVIIIe siècle et des dérives de la Terreur ou du régime napoléonien en France, Alexis de Tocqueville ou Benjamin Constant soulignèrent certains dangers de la démocratie.
Le philosophe franco-suisse Benjamin Constant est l'un des premiers à mettre en avant ce risque dans ses Principes de politique (1806), tout en défendant la nécessité d'un régime représentatif : « L'erreur de ceux qui, de bonne foi dans leur amour de la liberté, ont accordé à la souveraineté du peuple un pouvoir sans bornes, vient de la manière dont se sont formées leurs idées en politique. Ils ont vu dans l'histoire un petit nombre d'hommes, ou même un seul, en possession d'un pouvoir immense, qui faisait beaucoup de mal ; mais leur courroux s'est dirigé contre les possesseurs du pouvoir, et non contre le pouvoir même. Au lieu de le détruire, ils n'ont songé qu'à le déplacer ». C'est entre autres pour cela qu'il défend une démocratie censitaire, estimant qu'un minimum de propriété est nécessaire pour pouvoir prendre part à la désignation des dirigeants de l'État.
Alexis de Tocqueville, s'il considère la marche vers la démocratie comme irrésistible, note le risque à accorder tous les pouvoirs au peuple ou à un organe représentatif. Ainsi, il écrit dans De la démocratie en Amérique : « je regarde comme impie et détestable cette maxime, qu'en matière de gouvernement la majorité d'un peuple a le droit de tout faire, et pourtant je place dans les volontés de la majorité l'origine de tous les pouvoirs (…). Lors donc que je vois accorder le droit et la faculté de tout faire à une puissance quelconque, qu'on appelle peuple ou roi, démocratie ou aristocratie, qu'on l'exerce dans une monarchie ou dans une république, je dis : là est le germe de la tyrannie, et je cherche à aller vivre sous d'autres lois. Ce que je reproche le plus au gouvernement démocratique, tel qu'on l'a organisé aux États-Unis, ce n'est pas, comme beaucoup de gens le prétendent en Europe, sa faiblesse, mais au contraire sa force irrésistible ». À cette dérive d'une « démocratie jacobine », il oppose la « démocratie libérale », respectueuse des individus.
John Stuart Mill, qui avait lu Tocqueville, développe cette idée dans le chapitre introductif de son ouvrage De la liberté : « Aussi range-t-on maintenant, dans les spéculations politiques, la tyrannie de la majorité au nombre de ces maux contre lesquels la société doit se tenir en garde ».
Ces remarques ont été reprises ultérieurement par le philosophe Friedrich Hayek, en particulier dans La Constitution de la liberté.

### Crise contemporaine de la démocratie
Une désaffectation citoyenne à l'égard du politique est observée par la Commission européenne depuis plus de quinze ans.
Selon Eli Pariser, la démocratie fait face à une crise où les électeurs deviennent de plus en plus méfiants quant à celle-ci. Les réseaux sociaux constituent une menace dans la mesure où les plateformes mettent en avant les préférences des utilisateurs créant ainsi une bulle de filtres n'ouvrant pas la porte au débat politique, tout en favorisant la polarisation politique des électeurs.
Un rapport publié en mars 2024 par la Fondation Bertelsmann dénombre 63 démocraties contre 74 régimes autocratiques sur les 137 pays étudiés ; en 2020, les proportions étaient inverses. Des reculs notables sont observés sur les droits d'expression, de réunion et d'association dans environ 20 % des pays étudiés. Des régimes autoritaires ont été instaurés dans des États comme le Bangladesh, le Mozambique ou la Turquie et d'autres, comme le Mali, le Burkina Faso ou le Zimbabwe, ont même basculé dans le périmètre des « autocraties dures », à l'instar de la Russie et de l'Arabie saoudite. Des améliorations sont par contre relevées en Moldavie, Macédoine du Nord et Pologne, ainsi qu'en Amérique latine, au Brésil, au Guatemala et au Honduras.

### La démocratie comme particularité occidentale
L'universalisme de ces principes est contestée comme spécifique à une culture voire comme outils d'impérialisme culturel de la part de l'Occident. L'ONU dispose néanmoins d'une déclaration universelle des droits de l'homme. On peut cependant réfuter cette contestation en argumentant qu'il s'agit d'une vision trop restrictive de la notion de démocratie, qui cacherait la présence du principe démocratique dans les sociétés traditionnelles des autres continents. C'est ce que fait notamment Nelson Mandela dans son autobiographie (Un long chemin vers la liberté), où il considère que les réunions tribales des tribus Xhosa dont il est issu constituait une forme accomplie de démocratie, exception faite du droit politique des femmes (non admises dans les réunions tribales).

## Renouvellement de l'idée de démocratie
La démocratie, notion certes historique, serait aujourd’hui une idée neuve qui, pour être durable, doit sans cesse être renouvelée.

### L’avenir pour la démocratie
Dans un article paru dans la Revue du MAUSS en 2005, le philosophe Fabrice Flipo se demande si le développement durable est l'avenir de la démocratie. Dans l'analyse qu'il développe, il oppose la démocratie antique et la démocratie moderne. Selon lui, la démocratie antique admettait que la question des finalités communes était une affaire commune, objet de discussion, et faisait de la participation à la discussion une garantie démocratique. La démocratie moderne, au contraire, a inscrit ses finalités dans l'ordre de la science et de la technique, en légitimant le fait que les citoyens ne s'en mêlent pas. Ceux-ci sont alors réduits à l'alternative de désirer ou de travailler dans un contexte que les techniciens façonnent pour eux à partir de lois de composition établies en laboratoire. Le succès de la démocratisation repose sur la capacité du développement durable à ouvrir les questions soulevées. Le développement durable peut être un facteur de démocratisation et de prise de conscience de la gravité de la situation dans laquelle on se trouve, ou au contraire faire perdurer en trompe-l'œil les problèmes actuels, qui ne sont en réalité profitables qu'à une partie de la population mondiale.

### La démocratie comme méthode
La démocratie, en plus d'être un régime politique, est une méthode de prise de décision qui peut être utilisée dans tous les domaines de la vie collective. C'est ce qu'affirme Pierre Rosanvallon dans Le Modèle politique français (2008). Pour l'auteur, la démocratie n'est plus un système politique mais une méthode qui doit être appliquée dans toutes les sphères de la vie. Elle est désormais « partout » et non plus seulement au Parlement ou au sein des administrations publiques. De ce fait, le citoyen ne peut plus être considéré comme un individu qui vote lors des élections pour choisir ses représentants mais comme un acteur à part entière de la vie politique : « Les hommes ne seront jamais complètement libres tant qu’ils ne seront pas tous responsables les uns envers les autres ».

### Le courage en démocratie
La philosophe Cynthia Fleury fait le constat que notre époque est celle de l'instrumentalisation et de la disparition du courage en politique.
Le Père Matthieu Rougé, directeur du service pastoral d'études politiques, installé près de l'Assemblée nationale à Paris, explique que « Le courage en politique, c'est la capacité de persévérer dans la défense et le service de ce que l'on a intimement reconnu comme juste ».
Gianfranco Pasquino définit le courage en politique comme le fait d'entreprendre sciemment des actions qui peuvent conduire non seulement à la fin de sa carrière politique, mais également à la perte de la vie.

## Relation entre démocratie et économie
Cette section ne s'appuie pas, ou pas assez, sur des sources secondaires ou tertiaires indépendantes du sujet. Le texte peut contenir des analyses inexactes ou inédites de sources primaires.
Pour l'améliorer, ajoutez-en, ou placez des modèles {{Source secondaire souhaitée}} ou {{Source secondaire nécessaire}} sur les passages mal sourcés. (décembre 2023)
Beaucoup d'institutions économiques internationales comme le Fonds monétaire international et la Banque mondiale proposent des indicateurs pour mesurer le degré de démocratie des pays du monde. La démocratice peut avoir un effet sur le commerce, par exemple des matières premières. Cela a conduit des économistes à analyser empiriquement le lien entre démocratie et économie.
Un premier groupe d’économistes argumente que la performance économique est à la base de chaque processus de démocratisation. Le sociologue Seymour Martin Lipset considère en 1959 qu’un État a besoin de modernité, d'une classe moyenne performante et de travailleurs organisés pour permettre l'avènement de la démocratie,. Pour d’autres économistes, la démocratie est seulement possible quand les besoins primaires des citoyens ont été satisfaits. Au contraire, des économistes comme Tavares, Wacziarg et Rodrik voient la démocratie comme base de la performance économique. Tavares et Wacziarg ont analysé que la démocratie a une influence positive sur la croissance par le biais du capital humains et d'inégalités de revenus moindres. La démocratie aurait aussi des effets négatifs sur la performance économique, car elle se traduit par des dépenses publiques plus élevées et un capital physique moins important. Ils argumentent que la démocratie crée une stabilité essentielle pour le développement économique. De plus, la démocratie est un facteur de stabilité en temps de crise. La présence de ressources naturelles est un autre facteur pour analyser la relation entre démocratie et croissance économique. Collier et Hoeffer ont montré que des régimes autoritaires ont, en présence de ressources naturelles, ont une économie plus performante. Les dépenses publiques sont supérieures et les investissements inférieurs et la taxation source de citoyenneté est inférieure.
L'économiste français Philippe Hugon constate que la plupart des analyses empiriques n’ont pas de résultats signifiants. Hugon critique le fait que la complexité du concept de démocratie n’est souvent pas considérée. De plus, les indicateurs pour mesurer la démocratie ne sont jamais neutres. Donc il n’y a pas de preuve concrète qu’il a une relation entre démocratie et économie. De plus, il est nécessaire de considérer les aspects socio-historiques dans les différentes régions du monde pour comprendre la relation entre démocratie et croissance économique.